# Matías Fernández
Matías Ariel Fernández Fernández (Buenos Aires, Argentina, 15 de mayo de 1986) es un exfutbolista chileno que se desempeñaba como mediocentro ofensivo. En 2006, se convirtió en el tercer futbolista chileno en conseguir el premio como el mejor jugador de América, y el único en lograrlo jugando en Chile. Además, fue internacional absoluto con la Selección de Chile, con la que se consagró campeón de la Copa América en 2015. Anunció su retiro del fútbol profesional el 14 de febrero de 2023.
Inició su formación como futbolista en Unión La Calera, club de la ciudad donde se asentó tras su llegada a Chile. Luego pasó a formar parte de las divisiones inferiores de Colo-Colo, con el que debutó en primera división en el año 2003. En 2006, difundió internacionalmente el regate «falsa rabona» y sus actuaciones en competiciones tanto locales como continentales, en las cuales marcó un total de 39 goles oficiales, le valieron ser elegido Futbolista del año en Sudamérica (62 votos), en una votación organizada por el diario El País entre los principales medios de comunicación del continente, además, fue designado mejor deportista por la prensa de su país. Ese mismo año se confirmó su traspaso al Villarreal de la primera división española, en el que permaneció durante tres temporadas sin conseguir repetir la versión mostrada en Chile. En 2009 se oficializa su llegada al Sporting de Lisboa de Portugal, donde mejoró los números de su paso por España en igual cantidad de temporadas, al cabo de las cuales emprendió rumbo a la Serie A de Italia para defender los colores de la Fiorentina. Según la prensa, su estadía en Florencia ha sido la mejor desde su llegada a Europa, logrando acercarse al nivel exhibido en 2006.
Fue internacional absoluto con la selección chilena desde su debut en 2005 ante Perú, mismo elenco ante el que se estrenó como goleador un año después. Fue uno de los jugadores con más experiencia dentro del plantel, con el que ha disputado una Copa del Mundo más tres ediciones de Copa América. En la última, celebrada en Chile, se consagró campeón, siendo este el primer título en la historia de la selección chilena. Fernández lleva anotados 14 goles en el seleccionado austral (7 en partidos oficiales y 7 en amistosos).

## Biografía
Su padre Humberto Fernández es chileno y su madre Mirtha Fernández es argentina, nació en el barrio de Caballito de Buenos Aires, Argentina, vivió por 4 años en Merlo, para luego emigrar a Chile. A esta edad se fue a vivir a La Calera en Chile, donde de joven le apodaban el «Pelusa», recordando a Maradona. Matías tuvo un problema a la columna a los 17 años que casi lo deja fuera del fútbol profesional. Sus primeros pasos en el fútbol los dio en el equipo local de Unión La Calera, su primer profesor en el fútbol fue Pedro Guerra que actualmente se encuentra trabajando en Deportes Cobresal, jugó allí hasta emigrar a Colo-Colo. Antes de llegar a las divisiones inferiores de Colo-Colo, jugó en el club de cemento Melón, donde ya deslumbraba como aspirante a gran futbolista. A los 12 años se fue a probar a la división cadetes de Colo-Colo, donde demostró un gran dominio con el balón. Fue acogido en la pensión de su "Tía Adriana" junto con algunos de sus mejores amigos dentro de Colo-Colo: Fernando Meneses y Juan Gonzalo Lorca; en esta etapa, Matías fue entrevistado para una sección del programa de TVN, Zoom deportivo. En los cadetes de Colo-Colo fue dirigido por el profesor Eduardo Castillo, que actualmente entrena a niños en Colo-Colo, cadetes y una escuela llamada Colo-Colo Carozzi, actual campeón de la copa Lautaro de Colo-Colo.

## Trayectoria

### Colo Colo (2003-2006)
Debutó en un partido con el primer equipo el 10 de julio del año 2003 contra Deportes Ovalle siendo este partido también su debut en las redes, anotando un golazo en el primer tiempo, sacándose con maestría al rival. Este encuentro fue válido por la fase previa de la Copa Sudamericana. El resultado del encuentro fue 4-3 a favor de Ovalle lo que significó la eliminación de Colo-Colo de la competición y el primer y último encuentro de Matías en el 2003.
Por el campeonato nacional debutó el día 6 de marzo del 2004, entrando desde la banca, en un partido en el cual Colo-Colo jugaba contra la Universidad de Concepción.
En el Clausura 2004, Matí fue gran pieza clave en el equipo de Ricardo Dabrowski. Colo-Colo tuvo un plantel sin estrellas, ya que muchos jugadores de la anterior formación, como Juan Pablo Úbeda y Manuel Neira, entre otros, se fueron a otros clubes y el capitán, Marcelo Espina, se retiró. Pero esto sirvió para que Matías destacara en el campeonato, convirtiendo sus primeros goles en el campeonato el 8 de agosto frente a Cobresal. Y así en el Torneo de Clausura, Colo-Colo llegó a semifinales siendo eliminado por Cobreloa que sería el campeón. Matías totalizó ocho goles y fue elegido el "jugador revelación" y el mejor "aporte joven". Colo-Colo se clasificó al repechaje de la Copa Libertadores 2005, por ser el mejor puntaje de la fase regular, y sería eliminado por Quilmes. Matías jugó 1.465 minutos en 21 encuentros y fue el máximo artillero del equipo colocolino dirigido por Ricardo Dabrowski.
En el Torneo Apertura 2005 Colo-Colo no estuvo a la altura de lo realizado en el Clausura 2004, ni tampoco Matías, que anotó solo dos goles en trece partidos jugados, uno frente a Deportes La Serena, en la goleada del campeonato, 7-3 en favor del conjunto albo, y otro frente a la Unión Española. Para el Torneo Clausura 2005 Colo-Colo otra vez no pasó de cuartos de final, siendo eliminado por Deportes La Serena en penales por 4-1, pero aun así el conjunto albo se clasificó al repechaje de a Copa Libertadores 2006. Fernández totalizó 7 goles en 18 partidos jugados. En 2006 Colo-Colo cambió de técnico, asumiendo en la banca Claudio Borghi, el "Bichi". Matías comenzó el año anotando el año en una derrota, en el partido de ida contra las Chivas de Guadalajara (3-1) por el repechaje de la Copa Libertadores 2006; en el de vuelta perdieron 5-3 y quedaron fuera del certamen. Los dirigidos de Borghi quedarían primeros en la Tabla General clasificándose para la Copa Sudamericana 2006. Colo-Colo ganó el Torneo Apertura 2006 frente a su archirrival Universidad de Chile, siendo Matías clave en el juego de ida (2-1) en el que convirtió los dos goles de su equipo. En el partido de vuelta la U. de Chile ganó 1-0 y el ganador se resolvió por penales, donde Colo-Colo ganó 4-2. Matías totalizó 14 goles en 23 partidos jugados, siendo el segundo goleador del Torneo.
En el segundo semestre del año Fernández recibió ofertas de pase del Villarreal CF y el Dynamo de Kiev, que no llegaron a concretarse. Colo-Colo llegó a la final de la Copa Sudamericana, en la que serían derrotados por el Pachuca y ganó el Torneo Clausura 2006. En octubre se confirmó el traspaso de Matías al fútbol español, al Villarreal CF por una cifra cercana a los € 6.090.000. Fernández totalizó en el torneo local 15 goles, y 9 en la Copa Sudamericana. En ese año ganó el premio al Futbolista del año en Sudamérica (62 votos) superando en varios puntos a Rodrigo Palacio y Fernando Gago, premio que recibió tres años más tarde por mano del editor del diario El País de Uruguay, Jorge Savia, ya que no pudo asistir a la ceremonia de entrega debido a su traspaso al fútbol español. Además, ese mismo año fue elegido el mejor futbolista chileno y el mejor de los mejores. Así partió a su nuevo destino: Villarreal CF.

### Villarreal CF (2007-2009)
Luego de sus actuaciones en el campeonato chileno y en la Copa Sudamericana, el Villarreal se hizo con sus servicios por 6 millones de euros, transferencia que se concretó con la partida de Fernández a España el 28 de diciembre de 2006, Fernández iba con la obligación de reemplazar al lesionado Robert Pires, lo habría pedido su compatriota el D.T Manuel Pellegrini para que llegara al conjunto del "Submarino". Dos días después de su llegada a España, el 30 de diciembre de 2006 se confirma que fue elegido por los periodistas especializados de Sudamérica como el Futbolista del año en Sudamérica, superando por 9 votos a Rodrigo Palacio, llegando así a ser el tercer chileno en obtener el premio, y el primero en obtenerlo jugando por un club chileno.
Su llegada causó mucha expectación en los medios españoles, el joven de 20 años llegó al club cuando el cuadro de Pellegrini se encontraba en la undécima posición de la liga. Debido a la suplencia de Juan Román Riquelme se apuró su salida y Pellegrini le entregó el control del juego a Matías quien comenzó a jugar como volante por izquierda, su debut fue en la derrota del Villarreal ante el Valencia por 1 a 0. Su primer destello de calidad fue ante el Real Madrid por la fecha 21 del campeonato de la liga donde asistió a Marcos para decretar el 1 a 0 final con que se selló el primer triunfo oficial del club amarillo contra los merengues. Semanas más tarde en la fecha 24 asistió a Tomasson en el triunfo ante Mallorca y en la jornada 27 ante el Levante volvió a asistir, esta vez a Diego Forlán y a John Dal Tomasson para el 2:0 final. Marcó su primer gol ante el Nástic de Tarragona, antes habilitó a Forlán para el 3:0 final. Cerró la liga con dos asistencias más, a Forlán ante Osasuna y a Tomasson frente al Valencia. Pese a sólo jugar un semestre en la liga terminó como uno de los máximos asistentes de la liga con 7, superado por Dani Alves (máximo asistidor) con 11 y David Villa con 10.
En su segunda temporada comenzó con un triunfo ante Valencia como visitante por 3:0, Matías fue víctima de un penal y asistió a Santi Cazorla. Días más tarde por la Copa UEFA asistió a Cani en el triunfo 2:0 del Villarreal ante el BATE Borisov. En la liga continuó asistiendo, primero a Giuseppe Rossi en el triunfo del Villarreal ante el Real Murcia y luego a Nihat ante el Racing de Santander. Paralelamente jugó por la selección chilena y en su regreso a su club, asistió dos veces ante el Mlada Boleslav por la Copa UEFA asegurando el 2:1. Por la liga española anotó su primer gol en la liga ante el Sevilla, dando el 3:2 final marcando de penal tras ser derribado en el área por Asquivaldo Mosquera. Su faceta de asistidor se acentuó aún más en la Copa UEFA donde asistió ante Elfsborg y AEK cerrando el año en el Villarreal con 2 goles y 15 asistencias. 
La última temporada de Matías en el Villarreal comenzó con problemas para el chileno, relegado a una suplencia interminable que le permitió aparecer solo en contados encuentros, en contraste con su excelente rendimiento en la selección chilena, Matías asistió en la Copa del Rey ante el Poli Ejido y marcó ante el Atlético de Madrid, Athletic de Bilbao y Barcelona. Tras una temporada donde fue actor secundario decidió terminar su ciclo como jugador del Villarreal.

### Sporting de Lisboa (2009-2012)
Ante la falta de oportunidades en el club español, el Sporting Clube de Portugal, uno de los clubes con más historia del país luso se interesó en Fernández y propuso su compra al Villarreal, que aceptó y dejó partir al chileno por un contrato de cuatro años, por € 3,635,000, además de € 250.000 variables. Villarreal también recibió el 20% del valor agregado del valor de la transferencia.

#### Temporada 2009/10

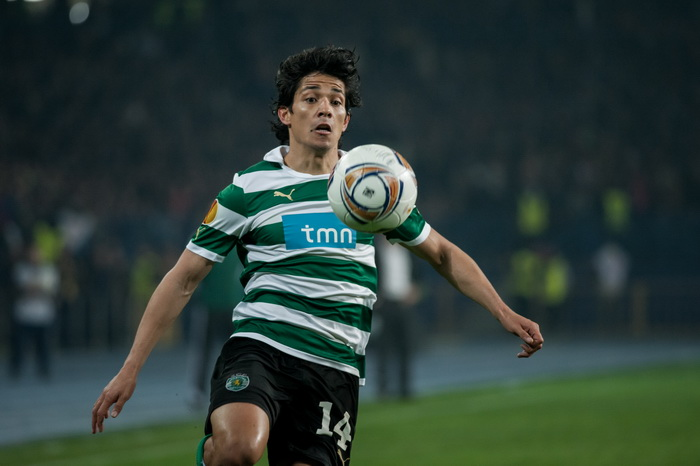
Matías con el Sporting en 2012.

Su primer partido con el club luso fue un amistoso frente al Atlético de Cacém, marcó el segundo de los tres goles del club, fue uno de los mejores en la derrota de su equipo frente al Feyenoord de Holanda, y luego en su debut oficial en Portugal marcó su primer gol, esta vez frente al Vitoria SC en el empate 2-2, Paulo Bento su entrenador, le daba la confianza de la titularidad, mientras se adaptaba al fútbol portugués. El 18 de agosto de 2009 frente a la Fiorentina de Italia, en el partido clasificatorio a la fase de grupos de la Champions, fue reconocido por los hinchas en el empate 2-2, sin embargo, por el gol de visitante fue eliminado tras empatar 1 a 1 en la vuelta en el partido de vuelta. 
En la Europa League de aquel año comenzó a dar buenas señales, primero ante el Heerenveen de Holanda donde Liedson marcaría un gol tras pase de taco de Fernández, aquel partido acabaría 3-2 a favor del club portugués, en la liga en tanto las críticas le llovían a Paulo Bento, entrenador de Sporting que se despidió tras el mal juego del equipo, en los partidos siguientes Matías, marcó en tres fechas seguidas en Portugal, primero en la jornada 8 nuevamente ante el Vitoria SC, luego ante el Marítimo CD y en la jornada 10 ante el Río Avé. Tras la llegada del nuevo técnico, Carlos Carvalhal, modificó el esquema de juego y eliminó la posición de enganche, y por ende el chileno fue relevado del primer equipo. Durante su suplencia, en la Copa de Portugal frente al Mafra, marcó de penal el primero, con un centro habilitó a Daniel Carrizo para el segundo y a Saleiro para el tercero, tras alternar titularidad bastantes fechas Matías volvería a destacar frente al Everton FC de la Premier League en los 16 avos de final donde entró en el minuto 89 y cerro el partido en un 3-0 rotundo de los leones sellando así el paso del Sporting a los octavos de final de la Europa League. Aun así Carvalhal lo dejó como relevo de Izmailov, pero los resultados no acompañaron al DT quien salió del Sporting al final de la temporada.

#### Temporada 2010/11
Luego de su participación en la Copa del Mundo de Sudáfrica, su segunda temporada comenzó en Estados Unidos, donde jugó el torneo Barclays New York Challenge entre el Manchester City, el Tottenham Hotspur, los locales Red Bull de Nueva York y el Sporting, donde Matías destacó en el partido que le dio el título frente al Tottenham. 
En el comienzo de la Liga el 22 de agosto de 2010 en la jornada 2 de la liga Zon Sagres, Matías le dio el triunfo al Sporting sobre el Marítimo CD tras definir mediante penal a los 88' el 1-0 final. En la fecha 3 ante Naval comenzó la jugada del primer gol de su equipo y marcó nuevamente de penal su segundo gol de liga. Tras esto el Sporting cayó en el derbi ante su máximo rival el Benfica. En la Europa League de aquel año el 30 de septiembre de 2010 ante el Levski Sofía de Bulgaria, el Sporting conseguiría una victoria en el José Alvalade, por 5 a 0, Fernández asistió a Carrizo en el primer gol del partido y cerró la goleada su equipo. Lamentablemente el 24 de octubre de 2010 sufrió una lesión que lo dejó 10 fechas fuera en el torneo luso. Al retornar, el club estaba sumido en crisis, el equipo no ganaba y la salida del nuevo entrenador Paulo Sergio parecía inminente. En el partido siguiente, ante el Glasgow Rangers por los 16 avos de la Europa League, entró en los 77 minutos y a los 88 marcó el empate definitivo con un gol de cabeza, y desde ahí no soltó la titularidad en todo lo que restaba de temporada, José Couceiro el técnico interino del Sporting le ratificó totalmente. En la Copa de Portugal aunque el Sporting quedó fuera a manos del Bénfica, habilitó a Postiga en el gol de su club y marcó su tercer gol en la liga lusa al Beira Mar el 6 de marzo de 2011.
Tras paso por su selección, volvió a Portugal y marcó el primero del Sporting de penal ante el Vitoria SC en otro clásico portugués, más tarde ante el FC Porto campeón de la liga lusa, marcó en el estadio Do Dragao, el gol que le sirvió para llegar a su quinta conquista en Liga, en la siguiente fecha ante el Portimenense habilitó a Postiga y Joao Pereira para marcar los dos goles de su club en el triunfo por 2 a 1.

#### Temporada 2011/12
El inicio de la temporada estuvo marcado por la lesión que Fernández sufrió en Copa América por lo que no realizó la pretemporada, y dio síntomas de seguir lesionado en el partido frente al Beira Mar donde fue sustituido a los 30' de juego, luego volvió a jugar un partido completo ante el Familicao por la Copa de Portugal donde le cometieron un penal marcado por Van Wolfswinkel que significó el 1 a 0, luego jugó en el partido de la fase de grupos de la Europa League ante el FC Vaslui de Rumania donde dio un pase gol y marcó un gol tras combinar con André Carrillo y Diego Capel, tras esto destaca en el triunfo ante el Uniao Leiria, allí Fernández marcaría dos tantos, posteriormente, se resentiría a los 21' por lesión ante el Benfica en el derbi de Lisboa, recién volvería tras 2 meses inactivo para el partido de la Copa de Liga donde el Sporting perdía 1 a 0 donde asístiría en el gol de Onyewu, tras esto Matías entraría en el clásico ante el FC Porto en el partido terminó en 0 a 0. 
Los resultados fueron negativos para el entrenador Domingos Paciencia, que fue cesado de su cargo, en su lugar Ricardo Sá Pinto tomó el equipo y lo puso entre sus inamovibles, marcó una asistencia en su visita al Legia de Varsovia por la Europa League, donde el Sporting empataría 2 a 2, en la vuelta marcó de tiro libre el 1 a 0 de su equipo sellando el paso a octavos de final. Durante la liga ante el Vitoria SC, daría el pase gol para el primero y marcaría el segundo. En el partido de vuelta ante el Manchester City marcaría un gol de tiro libre que a la larga serviría para sellar el paso a cuartos de final pese a perder por 2 a 3. En el partido por los cuartos de final  el Sporting enfrentaba al Metalist de Ucrania, Matías fue bajado al borde del área, donde Insúa sería el que marcaría el 2 a 1 temporal, finalmente en el partido de vuelta el Sporting empataría a 1 gol lo que le valdría el paso a las semifinales. Allí Fernández se encontraría con Marcelo Bielsa exentrenador suyo en la selección chilena, el equipo español sería el escollo impasable de los portugueses que quedaron eliminados tras ganar en Alvalade (2-1) y caer en San Mamés (1-3), tras esto el Sporting perdió la final de la Copa de Portugal ante al Académica de Coimbra. Finalmente, el Sporting le ofreció renovar contrato, pero Fernández decidió partir a Italia.

### Fiorentina (2012-2016)
El 27 de julio de 2012, el Sporting de Lisboa anunció que llegó a un acuerdo con el ACF Fiorentina de la Serie A para transferir a Matías Fernández al cuadro viola. En un comunicado de prensa a la Comisión del Mercado de Valores Mobiliarios de Portugal (CMVM), el club luso informó de la existencia del acuerdo entre ambas partes, que se especulaba desde hace varios días. El Sporting no comentó la cantidad negociada con los italianos para el traspaso de Fernández, pero trascendió que la Fiore adquirió el pase del chileno en 4,5 millones de euros. Además sería compañero del también chileno David Pizarro, quien llegó al equipo desde la AS Roma en agosto de 2012.
Debutó el 2 de agosto ante el Fassa Calcio, donde fue suplente e ingresó en el segundo tiempo, pero solo jugó 18 minutos porque sufrió una lesión muscular y fue reemplazado. Sin embargo su debut en competiciones oficiales se produjo el 18 de septiembre por Coppa Italia, donde ingresó en el minuto 68 en la victoria 2-0 de la Fiore sobre el Novara. Y el 2 de septiembre de 2012 jugó su primer partido en Serie A, en la segunda fecha de la Serie A 2012-13, ingresando en el minuto 79 por Manuel Pasqual en la derrota por 2-1 ante el Napoli. Fue vital en el triunfo de la Fiorentina en el Artemio Franchi sobre el Bologna sirviendo el córner del triunfo y también en Coppa Italia donde asistió tras brillante acción personal a Borja Valero para vencer 1-0 al Juve Stabia. El día sábado 19 de mayo de 2013 convierte su primer gol en el calcio italiano tras una "pared" con Borja Valero dando como resultado un golazo de media distancia y a ras de suelo frente al ya descendido Pescara en la última fecha de dicho campeonato.
La temporada 2013-14 comenzó de manera muy distinta a la anterior con Fernández sumando muchas más minutos y siendo fundamental en varios encuentros, ante el P. Ferreira de Portugal Fernández fue titular y fue el autor intelectual del tercer gol de la Fiore, luego ante el Genoa por el Calcio fue derribado en el área, penal que cambiaría por gol Mario Gómez. Dos fechas más tarde, anota su primer gol el 22 de septiembre en triunfo de su escuadra ante el Atalanta en Bérgamo, válido por la cuarta fecha de la Serie A 2013-14. A partir de entonces sumó muchos más minutos, y tuvo destacadas actuaciones como ante el Dnipro y el Pandurii por la Europa League, y fue vital en el triunfo de su escuadra ante la Juventus, ya que en dicho encuentro recibió un penal y asistió a Rossi para consolidar el 4-2 definitivo, el 19 de enero de 2014, anotó su segundo gol por el Calcio ante el Catania, abriendo la cuenta tras empalmarla de primera con empeine al borde del área. Su tercer gol en el Calcio lo marcó el 24 de febrero ante el Parma en condición de visita, tras un tiro libre al ángulo del palo que defendía el portero local.
Luego de ser operado de la lesión que afectó el tobillo y lo marginó de la Copa del Mundo, volvió a jugar un partido oficial por la Fiorentina en la tercera fecha de la Serie A frente al Atalanta en Bérgamo, el 21 de septiembre de 2014, en aquel encuentro asistió en el gol del triunfo a Kurtic, siendo elegido la figura del encuentro, tras esto formó parte del equipo ideal de la tercera fecha del Calcio, en la fecha siguiente solo participó de los últimos 5 minutos en el empate entre la Fiorentina y el Sassuolo 0-0, volvió a jugar los 90 minutos en la quinta fecha ante el Torino en el empate 1-1, en la sexta fecha nuevamente volvió a ser titular absoluto y jugó los 90 minutos ante el Inter de Milán en el triunfo 3 a 0 del conjunto Viola, Fernández fue el autor intelectual del segundo gol tras brillante acción personal, donde trianguló con Babacar y Juan Guillermo Cuadrado lo que terminó en el gol del colombiano, su gran actuación lo llevó a formar parte del equipo ideal de la sexta fecha, reafirmando así su repunte futbolístico en el Calcio, durante las siguientes fechas, se afianzó en la titularidad, siendo el enganche del equipo, guio a la "Fiore" en los triunfos ante el Hellas Verona (1-2), luego anotó su primer doblete en Italia al Cagliari (4-0) por la fecha 13 del Calcio, marcando primero de tiro libre y luego con un potente disparo raso, lo que le valió ser elegido el jugador del partido, en la fecha 14 ante la Juventus (0-0), nuevamente fue el mejor de la cancha y recibió nuevamente la distinción al jugador del encuentro, en la fecha 15 participó en los 4 goles de la Fiorentina con los que derrotó al Cesena (4-1) anotándose su undécima asistencia con la camiseta Viola y la segunda de la temporada, nuevamente Fernández fue distinguido por los hinchas como el mejor de la jornada.

### AC Milan (2016-2017)
El 31 de agosto de 2016, en el último día de fichajes de Europa, Fernández es cedido a préstamo al AC Milan, por petición del técnico rossonero Vincenzo Montella, con quien además coincidió en el club toscano. Fernández se convierte así en el primer chileno en fichar por el club milanés. Su debut con el Milan sería frente al Unione Sportiva Città di Palermo en la fecha 12 de la Serie A, entrando en el minuto 63', donde fue victoria para Milan por 2-1.
No sería hasta la fecha 29 donde anotó su primer gol con el Milan, en el triunfo por la mínima sobre el Genoa. Su partido más destacado fue en la penúltima fecha contra el Bologna. Milan ganó por 3-0 donde fue la figura del partido dando 2 asistencias para los goles de Gerard Deulofeu y de Gianluca Lapadula, dándole la clasificación a su club a la UEFA Europa League luego de unos años sin jugar competiciones europeas. Después se enfrenta al Real Madrid ganando por la cuenta mínima.

### Necaxa (2017-2019)
El 4 de septiembre de 2017 se confirmó su llegada al Club Necaxa de la Primera División de México. Tras un comienzo discreto en su primer semestre, en el 2018 logra una mejoría con su nuevo club. Luego de una buena campaña a principio del año, logra ganar la Copa México 2018, al vencer a Deportivo Toluca por la cuenta mínima, obteniendo así su primera copa en México. Posteriormente, el 15 de julio se jugó la Super Copa MX, donde Necaxa se alzó con la victoria sobre el C. F. Monterrey, esta vez con Matías como el capitán del equipo, logrando su segundo título consecutivo.

### Junior de Barranquilla (2019)
El 4 de febrero es confirmada la llegada al Atlético Junior de la Categoría Primera A de Colombia por petición del técnico Luis Fernando Suárez, rompiendo así el mercado de fichajes en el fútbol colombiano. Su primer gol con el cuadro fue contra Rionegro Águilas.

### Colo Colo (2020-2021) y Deportes La Serena (2021-2022)
El 18 de diciembre de 2019 se confirmó su regreso al Colo-Colo de la Primera División de Chile para reforzar al club en la temporada 2020 luego de 13 años y un largo paso por Europa y Latinoamérica por petición del técnico Mario Salas. Luego de una temporada no muy buena en el club, donde estuvo a punto de perder la categoría y descender a la Primera B, no se le renovó contrato. En 2021 pasaría a jugar en Deportes La Serena, club con el que descendió en 2022. Luego de que también dejara el club, el 14 de febrero de 2023, Matías anunció su retiro del fútbol profesional.

## Selección nacional

### Selecciones menores
Fue convocado en 2002 por César Vaccia, entrenador de la selección chilena sub-17, para disputar el Sudamericano Sub-17 de 2003, en mayo del año siguiente. Este torneo fue negro tanto para Matías como a la selección chilena en general, ya que Chile cayó eliminado en la fase de grupos, tras perder tres partidos (contra Uruguay, Ecuador y Brasil), y tan solo ganar un partido (a Venezuela. por 3-1).
El entrenador José Sulantay lo convocó para participar en el Campeonato Sudamericano sub-20 de 2005 disputado en Colombia, siendo destacado por la prensa como la máxima figura de la delegación chilena. La Rojita debutó el 16 de enero ante su similar charrúa, consiguiendo un empate sin goles. En el segundo partido, dos días después frente a Paraguay, los chilenos lograrían un triunfo de 3 a 2. Tras adelantarse el cuadro guaraní, Matías consiguió marcar el tanto del empate, «Chile tuvo en sus filas a un jugador distinto, de esos atrevidos que rompen con la monotonía, que piden el balón a sus compañeros sin miedo a equivocarse [...] Ese no fue otro que Matías Fernández, quien a pesar de la férrea marca de los defensores contrarios, se las ingenió para manejar la pelota, para contagiar a la Roja con su atrevimiento» destacó la prensa. Además del gol, Matías asistió a José Pedro Fuenzalida en la segunda anotación chilena, e inició la acción del 3 a 2 definitivo.
Después, el 20 de enero, Chile sufrió su primera derrotar al caer 4 a 2 ante Brasil; Matías no tuvo la misma incidencia que en el partido anterior. En el último encuentro de la primera ronda, los chilenos lograron clasificarse para el hexagonal final tras golear por 5 a 1 a Ecuador. Fernández anotó el segundo tanto de su equipo, en el minuto 37 del primer tiempo. La Rojita debutó en la fase final el 25 de enero ante el anfitrión, Colombia, perdiendo por 4 a 3. Pese a la derrota, Matías tuvo una destacada actuación: además de provocar el penal que acabó en el primer gol chileno, concretado por Fernando Meneses, marcó el segundo tras una carrera desde tres cuartos de cancha. El 27 de enero asistió a Juan Lorca, autor del solitario gol chileno en el empate 1 a 1 ante Argentina. Dos días después, Chile consigue su primer triunfo en esta fase, imponiéndose por 3 a 2 a Venezuela. El 2 de febrero, frente a Brasil, el calerano inicia por primera vez en el campeonato un partido como suplente, ingresando en el segundo tiempo reemplazando a Fuenzalida. En el último partido, Chile empata a dos tantos con la selección charrúa; fue Matías el autor de los dos goles chilenos, el primero tras un pase de Nicolás Canales, el segundo de tiro libre. Este resultado selló la clasificación de Chile al Mundial de Fútbol Juvenil de 2005 celebrada en los Países Bajos. La Rojita terminó en cuarto lugar en el Sudamericano Sub-20, y se clasificó al Mundial Juvenil de 2005, que se celebraría en Holanda, entre el 10 de junio, al 2 de julio de 2005.
José Sulantay nominó a la misma base de jugadores que para el Sudamericano Sub-20, pero esta vez con Matías Fernández como capitán de La Rojita. Chile llegó con altas expectativas a esta Copa Mundial Juvenil, las cuales aumentaron cuando el 11 de junio, la Rojita en su debut, goleó a Honduras por 7-0, con dobletes de Ricardo Parada y José Pedro Fuenzalida, y goles de Gonzalo Jara, Pedro Morales, y Matías Fernández para cerrar la goleada. Pero el 14 de junio, Chile recibió "una cucharada de su propia medicina" tras caer por 7-0 ante la selección española. Finalmente, Chile cerró su "irregular" paso por la fase de grupos, con una derrota ante Marruecos por 1-0, cerrando la fase de grupos con tres puntos, lo que le bastó para clasificarse a octavos de final. Al llegar a los octavos de final, La Rojita le tocaba enfrentarse a la selección anfitriona: Países Bajos. El 22 de junio, Holanda goleó por 3-0 a Chile, partido en el que el Mati no fue lo desequilibrante que fue en el Sudamericano. Y así concluyó el paso de La Rojita por la Copa Mundial de Fútbol Juvenil de 2005. Matías jugó los 4 partidos que disputó Chile, en los cuales solo marcó 1 gol (el 4-0 frente a Honduras). Además de que en todos los partidos portó la cinta de capitán.

#### Participación en Sudamericanos juveniles
| Campeonato                  | Sede                | Resultado           | Partidos | Goles |
| --------------------------- | ------------------- | ------------------- | -------- | ----- |
| Sudamericano Sub-17 de 2003 | Bolivia             | Primera fase        | 3        | 0     |
| Sudamericano Sub-20 de 2005 | Colombia            | Cuarto Lugar        | 9        | 5     |
| Total de su carrera         | Total de su carrera | Total de su carrera | 12       | 5     |

#### Detalles de partidos
| \| N.º \| Fecha \| Estadio \| Local \| Resultado \| Visitante \| Goles \| \| \| ----- \| ---------- \| -------------------------------------------------- \| ------------ \| --------- \| --------- \| ----------------- \| ---------------------------------------------- \| \| 1 \| 01-05-2003 \| Estadio Ramón Aguilera Costas, Santa Cruz, Bolivia \| Uruguay \| 2-0 \| Chile \| \| Sudamericano Sub-17 de 2003 (Grupo B) \| \| 2 \| 03-05-2003 \| Estadio Gilberto Parada, Montero, Bolivia \| Chile \| 1-2 \| Ecuador \| \| Sudamericano Sub-17 de 2003 (Grupo B) \| \| 3 \| 05-05-2003 \| Estadio Ramón Aguilera Costas, Santa Cruz, Bolivia \| Chile \| 0-2 \| Brasil \| \| Sudamericano Sub-17 de 2003 (Grupo B) \| \| 4 \| 16-01-2005 \| Estadio Hernán Ramírez Villegas, Pereira, Colombia \| Uruguay \| 0-0 \| Chile \| \| Sudamericano Sub-20 de 2005 (Grupo B) \| \| 5 \| 18-01-2005 \| Estadio Centenario, Armenia, Colombia \| Chile \| 3-2 \| Paraguay \| Anotado \| Sudamericano Sub-20 de 2005 (Grupo B) \| \| 6 \| 20-01-2005 \| Estadio Centenario, Armenia, Colombia \| Brasil \| 4-2 \| Chile \| \| Sudamericano Sub-20 de 2005 (Grupo B) \| \| 7 \| 22-01-2005 \| Estadio Hernán Ramírez Villegas, Pereira, Colombia \| Chile \| 5-1 \| Ecuador \| Anotado \| Sudamericano Sub-20 de 2005 (Grupo B) \| \| 8 \| 25-01-2005 \| Estadio Centenario, Armenia, Colombia \| Chile \| 3-4 \| Colombia \| Anotado \| Sudamericano Sub-20 de 2005 (Hexagonal) \| \| 9 \| 27-01-2005 \| Estadio Palogrande, Manizales, Colombia \| Chile \| 1-1 \| Argentina \| \| Sudamericano Sub-20 de 2005 (Hexagonal) \| \| 10 \| 29-01-2005 \| Estadio Centenario, Armenia, Colombia \| Venezuela \| 2-3 \| Chile \| \| Sudamericano Sub-20 de 2005 (Hexagonal) \| \| 11 \| 02-02-2005 \| Estadio Palogrande, Manizales, Colombia \| Brasil \| 2-1 \| Chile \| \| Sudamericano Sub-20 de 2005 (Hexagonal) \| \| 12 \| 05-02-2005 \| Estadio Centenario, Armenia, Colombia \| Uruguay \| 2-2 \| Chile \| Anotado · Anotado \| Sudamericano Sub-20 de 2005 (Hexagonal) \| \| 13 \| 11-06-2005 \| Stadion De Vijverberg, Doetinchem, Países Bajos \| Honduras \| 0-7 \| Chile \| Anotado \| Copa Mundial Sub-20 de 2005 (Grupo C) \| \| 14 \| 14-06-2005 \| Stadion De Vijverberg, Doetinchem, Países Bajos \| Chile \| 0-7 \| España \| \| Copa Mundial Sub-20 de 2005 (Grupo C) \| \| 15 \| 17-06-2005 \| Stadion De Vijverberg, Doetinchem, Países Bajos \| Marruecos \| 1-0 \| Chile \| \| Copa Mundial Sub-20 de 2005 (Grupo C) \| \| 16 \| 22-06-2005 \| Stadion De Vijverberg, Doetinchem, Países Bajos \| Países Bajos \| 3-0 \| Chile \| \| Copa Mundial Sub-20 de 2005 (Octavos de final) \| \| Total \| \| Presencias \| 16 \| \| Goles \| 6 \| \| |            |                                                    |              |           |           |                   |                                                |
| N.º | Fecha      | Estadio                                            | Local        | Resultado | Visitante | Goles             |                                                |
| 1 | 01-05-2003 | Estadio Ramón Aguilera Costas, Santa Cruz, Bolivia | Uruguay      | 2-0       | Chile     |                   | Sudamericano Sub-17 de 2003 (Grupo B)          |
| 2 | 03-05-2003 | Estadio Gilberto Parada, Montero, Bolivia          | Chile        | 1-2       | Ecuador   |                   | Sudamericano Sub-17 de 2003 (Grupo B)          |
| 3 | 05-05-2003 | Estadio Ramón Aguilera Costas, Santa Cruz, Bolivia | Chile        | 0-2       | Brasil    |                   | Sudamericano Sub-17 de 2003 (Grupo B)          |
| 4 | 16-01-2005 | Estadio Hernán Ramírez Villegas, Pereira, Colombia | Uruguay      | 0-0       | Chile     |                   | Sudamericano Sub-20 de 2005 (Grupo B)          |
| 5 | 18-01-2005 | Estadio Centenario, Armenia, Colombia              | Chile        | 3-2       | Paraguay  | Anotado           | Sudamericano Sub-20 de 2005 (Grupo B)          |
| 6 | 20-01-2005 | Estadio Centenario, Armenia, Colombia              | Brasil       | 4-2       | Chile     |                   | Sudamericano Sub-20 de 2005 (Grupo B)          |
| 7 | 22-01-2005 | Estadio Hernán Ramírez Villegas, Pereira, Colombia | Chile        | 5-1       | Ecuador   | Anotado           | Sudamericano Sub-20 de 2005 (Grupo B)          |
| 8 | 25-01-2005 | Estadio Centenario, Armenia, Colombia              | Chile        | 3-4       | Colombia  | Anotado           | Sudamericano Sub-20 de 2005 (Hexagonal)        |
| 9 | 27-01-2005 | Estadio Palogrande, Manizales, Colombia            | Chile        | 1-1       | Argentina |                   | Sudamericano Sub-20 de 2005 (Hexagonal)        |
| 10 | 29-01-2005 | Estadio Centenario, Armenia, Colombia              | Venezuela    | 2-3       | Chile     |                   | Sudamericano Sub-20 de 2005 (Hexagonal)        |
| 11 | 02-02-2005 | Estadio Palogrande, Manizales, Colombia            | Brasil       | 2-1       | Chile     |                   | Sudamericano Sub-20 de 2005 (Hexagonal)        |
| 12 | 05-02-2005 | Estadio Centenario, Armenia, Colombia              | Uruguay      | 2-2       | Chile     | Anotado · Anotado | Sudamericano Sub-20 de 2005 (Hexagonal)        |
| 13 | 11-06-2005 | Stadion De Vijverberg, Doetinchem, Países Bajos    | Honduras     | 0-7       | Chile     | Anotado           | Copa Mundial Sub-20 de 2005 (Grupo C)          |
| 14 | 14-06-2005 | Stadion De Vijverberg, Doetinchem, Países Bajos    | Chile        | 0-7       | España    |                   | Copa Mundial Sub-20 de 2005 (Grupo C)          |
| 15 | 17-06-2005 | Stadion De Vijverberg, Doetinchem, Países Bajos    | Marruecos    | 1-0       | Chile     |                   | Copa Mundial Sub-20 de 2005 (Grupo C)          |
| 16 | 22-06-2005 | Stadion De Vijverberg, Doetinchem, Países Bajos    | Países Bajos | 3-0       | Chile     |                   | Copa Mundial Sub-20 de 2005 (Octavos de final) |
| Total |            | Presencias                                         | 16           |           | Goles     | 6                 |                                                |

### Selección adulta

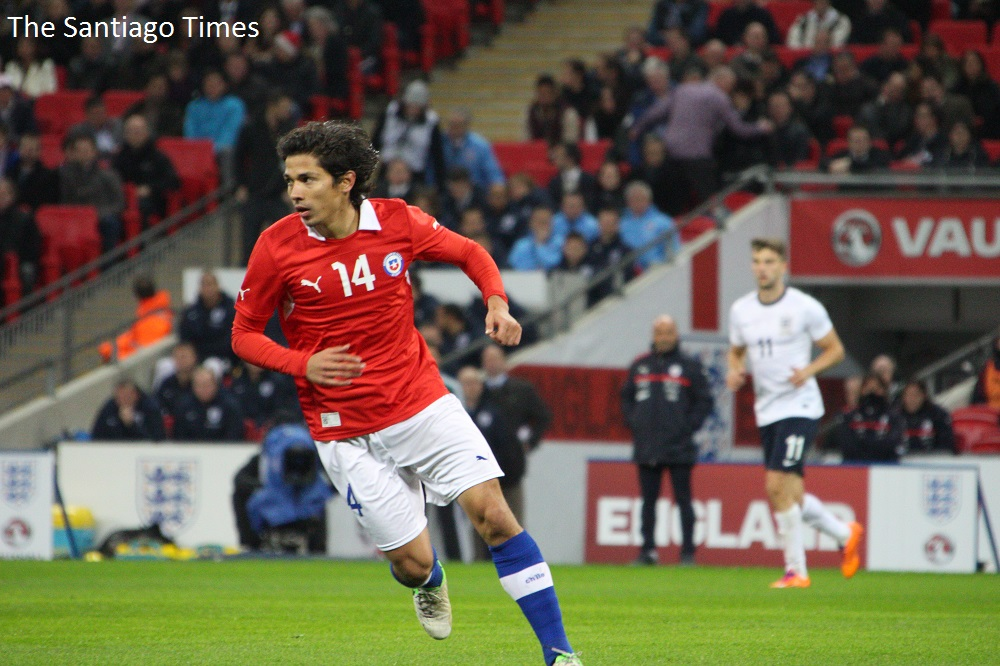
Matías Fernández en el duelo contra Inglaterra en noviembre de 2013.

El 17 de agosto de 2005, Matías debutó con la selección adulta en un amistoso contra Perú ingresando al minuto 67 por Manuel Iturra, encuentro que ganaría la bicolor por 3 a 1. El 7 de octubre de 2006, en el estadio Sausalito, se estrena como goleador marcando dos goles, ambos de tiro libre, en la victoria chilena por 3 a 2 frente a Perú en el partido de ida de la Copa del Pacífico. En el partido de vuelta, no fue convocado. Poco después, el 7 de febrero de 2007 marcó el único gol en el triunfo por la cuenta mínima contra Venezuela en Maracaibo.
En marzo del año 2011, Matías convirtió dos goles de tiro libre en dos partidos amistosos con la selección nacional de Chile, en la que debutaba como director técnico Claudio Borghi: uno a Portugal (que significó un empate y tras un disparo desde 35 metros), y otro a Colombia (instancia en que Chile venció 2 a 0). Tres meses después, anotó un golazo contra Estonia al minuto 21' marcando desde 30 metros el 1-0 parcial, en un encuentro amistoso que Chile ganó 4 a 0 en el Estadio Monumental, Matías salió al minuto 67' por Luis Antonio Jiménez bajó una ovación del estadio.
El 29 de febrero de 2012 marcó de penal ante Ghana en la igualdad 1-1 justamente anotando el empate final al minuto 75 de partido en Estados Unidos, siendo elegido como figura del partido. Después, el 14 de noviembre del mismo año, asistió de tiro libre de costado a Angelo Henríquez al minuto 87 para que este marcase su primer gol por la selección en la derrota 1-3 contra Serbia en Suiza, este fue el último partido de Claudio Borghi como DT de la selección chilena ya que sería despedido por malos resultados. Participó en el histórico triunfo 2-0 sobre Inglaterra en Wembley el 15 de noviembre de 2013, jugando los primeros 45 minutos, saliendo en el entretiempo por Felipe Gutiérrez.
El 5 de marzo de 2014 ingresó al minuto 89' de partido por Arturo Vidal en la derrota por 1-0 contra Alemania en un amistoso preparatorio de cara al Mundial de Brasil. Cabe mencionar que ese fue el único partido que jugó por Chile el 2014, jugando 1 solo minuto por la selección durante todo ese año. Fernández fue incluido en la prenómina de jugadores compuesta por Sampaoli que participarían en el Mundial de Brasil 2014. Sin embargo, el 20 de mayo de 2014 debido a una lesión en el tobillo derecho el jugador señaló que no viajará a Brasil, decidiendo operarse y por ende se perdería el Mundial. Tras esto volvió a La Roja un año después de su última nominación para los duelos amistosos contra Irán y Brasil de marzo de 2015. El primer partido se jugó el 26 de marzo y jugó los 90 minutos contra los iraníes en la caída por 0-2 (volviendo a jugar un partido completo por Chile por primera vez desde noviembre de 2012) teniendo un bajo encuentro, en el segundo partido contra los brasileños también jugó ingresando al minuto 74 por Rodrigo Millar en la caída por la cuenta mínima en el Emirates Stadium de Londres.
El 27 de mayo de 2016, en un amistoso previo a la Copa América Centenario ante Jamaica, Fernández ingreso en el entretiempo por Eduardo Vargas, en la derrota por 2-1 del combinado nacional en Viña del Mar, días después Mati se lesionó en un entrenamiento y quedó descartado para jugar la Copa celebrada en Estados Unidos. Fue reemplazado por Mark González en la nómina. El 8 de octubre de 2018, volvió a ser convocado a La Roja, para los partidos ante Perú y México, tras la lesión del convocado Pedro Pablo Hernández, marcando el regreso de Fernández a la Roja tras 2 años sin ser convocado. El 13 de octubre ante Perú (derrota 3-0 en Miami) jugó de titular los 90 minutos con la camiseta 16, jugando un bajísimo partido al igual que sus compañeros. Ante México (victoria 1-0) no jugó, y puso en duda su continuidad en la selección.
Ha convertido 14 goles para Chile, 5 de ellos de pelota detenida. Su última nominación por la Selección de Fútbol de Chile se produjo el 17 de octubre de 2018 ganado 1-0 frente a la Selección de Fútbol de México Matías Fernández fue suplente en ese partido jugado en el Estadio Corregidora de Querétaro.

### Clasificatorias

#### Clasificatorias Alemania 2006
Debutó en partidos oficiales en el último partido de las Clasificatorias a Alemania 2006 contra Ecuador en Santiago, ingresando por Luis Jiménez en el minuto 68. Partido con el que Chile finalmente quedó fuera del Mundial de Alemania.

#### Clasificatorias Sudáfrica 2010
Comenzó el proceso clasificatorio para Sudáfrica 2010 como titular, participando en el primer partido ante Argentina, que acabó con triunfo albiceleste de 2 a 0. En el segundo encuentro, de local frente a Perú, colaboró con una asistencia, a Humberto Suazo en un córner, y un gol que sentenció la victoria chilena luego que su excompañero en Colo-Colo Arturo Vidal hiciera un "globito" sobre un defensa peruano y dejará al 14 mano a mano con el meta peruano para marcar el 2-0 final. En el siguiente partido, ante Uruguay en el Estadio Centenario de Montevideo, le cometieron un penal que permitió que Marcelo Salas pusiera momentáneamente el 1 a 2 favorable a Chile; el resultado final sería un empate a 2 y también de esta manera Chile conseguiría por primera vez sacar un punto en tierras uruguayas por clasificatorias. Se perdería los duelos contra Bolivia y Venezuela (ambos de visita) de julio de 2008 debido a una lesión. Regresó en la séptima fecha en la clara derrota por 0-3 contra Brasil donde muy poco pudo hacer, pero logró recuperar su gran en el duelo contra Colombia en Santiago por la Fecha 8, anotando un golazo desde fuera del área con potente derechazo al minuto 71 de partido para marcar el 4-0 final y que sería celebrado efusivamente por el entrenador Marcelo Bielsa, de conocido carácter inexpresivo.
En el inicio de la segunda vuelta fue una de las figuras en el histórico triunfo frente a Argentina por 1 a 0 con solitario gol de Fabián Orellana, destacándolo la prensa como el conductor de «los hilos en el medioterreno». En el siguiente partido, ante Perú en Lima, volvería a inflar redes tras conectar un pase de Alexis al minuto 70 de duelo para marcar el 3-1 y así volver a vencer a Perú de visita en Clasificatorias tras 24 años, salió al minuto 72 por Rodrigo Tello. Dos fechas después, en la jornada 13, marcaría su cuarto gol en la clasificatoria en el Defensores del Chaco contra Paraguay, con un remate cruzado a la entrada del área que supuso el 0 a 1 parcial; 0 a 2 acabaría el encuentro y así la selección volvía a ganar en Paraguay por clasificatorias luego de 28 años. En la fecha siguiente aportó con 1 asistencia en la goleada 4-0 de local sobre Bolivia, esto fue al minuto 43' tras un centro desde la derecha que cabeceó Jean Beausejour para anotar el primero de la noche, saldría al minuto 68 por Jorge Valdivia quien también fue figura en este partido al darle 2 habilitaciones a Alexis para marcar el tercero y el cuarto. Finalmente sellarían su clasificación al Mundial de Sudáfrica venciendo a Colombia en Medellín en la penúltima fecha de las clasificatorias, ganando 4-2. En ese partido, Matías estuvo en cancha solo hasta el minuto 31, siendo reemplazado por Jorge Valdivia, quien fue la figura del encuentro, ya que asistió a Waldo Ponce en el primer gol, anotó el tercero, y asistió a Fabián Orellana en el cuarto, dejando en duda la titularidad de Matías de cara al Mundial. En el último duelo contra Ecuador (triunfo 1-0), solo fue alternativa y no ingresó.
Matías fue pieza para la clasificación para el Mundial de Sudáfrica 2010, siendo inamovible en el esquema de Bielsa, jugó 15 duelos (todos de titular), marcando 4 goles y dando 3 asistencias en los 1154 minutos que disputó.

#### Clasificatorias Brasil 2014
El 22 de septiembre de 2011, el entrenador Claudio Borghi entregó la nómina de la selección para enfrentar a Argentina y Perú, por las primeras fechas eliminatorias, con Matías Fernández entre los 26 convocados. En el primer partido clasificatorio (disputado el 7 de octubre) Matías jugó de titular y fue sustituido en el minuto 81 por Cristóbal Jorquera, Chile cayó estrepitosamente por 4-1 ante La Albiceleste. El gol chileno fue obra de Fernández, tras asistencia de Jorge Valdivia, en el minuto 60. En el siguiente partido, disputado el 11 de octubre, Fernández fue sustituto (ingresó en el minuto 85 por Eduardo Vargas), y la Roja consiguió su primer triunfo, tras ganarle por 4-2 a Perú en el Estadio Monumental. En la cuarta fecha ante Paraguay fue elegido la figura del partido, Fernández mostró gran parte de su repertorio y habilitó a Pablo Contreras en el 1-0 sobre el conjunto guaraní, finalmente salió al minuto 87' por Milovan Mirosevic en un encuentro que su selección ganó 2-0.
Nuevamente convirtió un gol el 9 de junio de 2012, al recibir un balón en el área, sacarse dos rivales y vencer al meta venezolano Renny Vega al minuto 85 para marcar el primer gol de Chile sobre Venezuela en Puerto La Cruz, luego Charles Aránguiz puso el 2-0 final para darle el triunfo a Chile y convertirse en líderes de Clasificatorias por primera vez en su historia con 12 puntos. En la fecha siguiente para Chile (la octava ya que en la séptima la roja se encontraba libre) logró marcar otro tanto para la selección en la derrota 3-1 ante su similar de Colombia en el minuto 42 tras un tiro de media distancia batiendo al meta David Ospina. Siendo este gol hasta la fecha su último tanto por la selección chilena. En el último partido clasificatorio de 2012, la selección chilena caería por 1-2 ante su similar de Argentina sumando su tercera derrota seguida.
Finalmente tras la derrota 3-1 con Serbia en un amistoso en noviembre de 2012, Claudio Borghi fue despedido como DT de La Roja, quien asumiría el mando de la selección chilena sería el estratega argentino Jorge Sampaoli y sumado a sus lesiones, Fernández perdió protagonismo y la titularidad en la selección. Fue suplente en todos los partidos desde la llegada de Sampaoli durante el año 2013, ingresando en todos estos encuentros en el segundo tiempo (excepto en la histórica victoria sobre Inglaterra en noviembre, aunque ese fue un duelo amistoso), incluyendo en la clasificación histórica de Chile ante Ecuador el 15 de octubre de 2013 en la última fecha, ingresanso al minuto 76 por Charles Aránguiz, cumpliendo una buena actuación y demostrando buen juego en sus 14 minutos disputados.
Matías jugó 12 partidos (8 de titular, 7 menos que en el camino a Sudáfrica) rumbo a Brasil 2014, marcando 3 goles y dando 1 asistencia en los 743 minutos que estuvo en cancha.

#### Clasificatorias Rusia 2018
Participó y fue pieza clave en el histórico triunfo 2-0 sobre Brasil en el Estadio Nacional Julio Martínez Pradanos por la primera fecha de las Clasificatorias Rusia 2018, ingresando al minuto 63 por un opacó Jorge Valdivia, 9 minutos después al 72 envío un centro al área brasileña tras un tiro libre, que conectó Eduardo Vargas para el 1-0 parcial, finalmente "La Roja" volvía a vencer a la Scratch después de 15 años. En la tercera fecha nuevamente fue importante en la igualdad 1-1 de local sobre Colombia, ya que desde un tiro libre de costado nuevamente conectó un cabezazo para que Arturo Vidal marcase el 1-0 parcial. En la cuarta fecha ingresó al minuto 65 por Eugenio Mena en la estrepitosa caída 3-0 contra Uruguay en Montevideo, este sería el último encuentro dirigido por Jorge Sampaoli al mando de la selección. En la quinta fecha enfrentaron a Argentina en el Estadio Nacional y Matías empezó de titular en el primer partido de la Era Pizzi, desafortunadamente Fernández solo alcanzó a estar 6 minutos en cancha, ya que al 3' recibió una dura entrada de Marcos Rojo que lo dejó en el piso algunos minutos, saliendo por Francisco Silva en un duelo que Chile perdió 1-2. Regresó para la octava fecha en el duelo contra Bolivia en el Estadio Monumental, Matías empezó como alternativa e ingresó al minuto 53 por Rodrigo Millar siendo ovacionado por su pasado en Colo-Colo, y al igual que en el duelo contra Argentina y a pesar de impulsar al equipo nacional a un ataque más ofensivo, solo alcanzó a jugar 11 minutos ya que se resintió de su lesión en la rodilla, saliendo al 64' por Felipe Gutiérrez. Increíblemente Chile empató 0-0 con Bolivia en Santiago dejando escapar puntos de oro. Debido a esto, Fernández no volvió a ser convocado por el técnico Juan Antonio Pizzi ni para la Copa Confederaciones 2017 ni para los próximos duelos clasificatorios, aunque se reveló que fue considerado para los partidos ante Paraguay y Bolivia en agosto y septiembre de 2017 respectivamente, sin embargo nuevamente una lesión lo privó de volver a la Roja.
Solo jugó 5 partidos (apenas 2 de titular) en las Clasificatorias Rusia 2018, dando 2 asistencias y estando tan solo 159 minutos en cancha, pasando gran parte del 2016 lesionado y todo 2017 fuera de la selección.

### Copas América

#### Copa América 2007
En mayo de 2007, el técnico Nelson Acosta decidió convocarlo para la Copa América 2007 tras su gran año 2006 en Colo-Colo y constante regularidad en el Villarreal, siendo este su primer torneo defendiendo los colores de la selección. En el primer partido contra Ecuador por el Grupo C, Matías fue titular y salió en el entretiempo por Miguel Riffo sin ser gravitante en el triunfo 3-2. Tras esto sería suplente en los siguientes 3 partidos, en el segundo no entró en la derrota 3-0 con Brasil, en el segundo y correspondiente al último partido de fase de grupos, ingreso a los 70 minutos por Carlos Villanueva. Y en el tercero, ya en cuartos de final, ingresó al minuto 66 por Mark González en la estrepitosa caída 1-6 contra el futuro campeón Brasil. En total solo jugó 89 minutos en los 3 partidos que disputó.

#### Copa América 2011
El 27 de mayo de 2011, Fernández fue convocado por Claudio Borghi para la Copa América 2011 donde Chile fue ubicado en el Grupo C junto a México, Perú y Uruguay. Jugó ante el primero de titular, el 4 de julio en San Juan, donde Fernández fue figura tras ejecutar un córner que cabeceó Arturo Vidal al minuto 73 para marcar el 2-1 final para Chile. Matías en aquel partido se lesionó en el minuto 81, donde fue reemplazado en el minuto 83 por Carlos Carmona. Aquella lesión impidió que Matías jugará los siguientes encuentros ante peruanos y uruguayos, donde ante el primero, Chile ganó 1-0 y ante el segundo, Chile empató 1-1, clasificándose a cuartos de final de la copa ante Venezuela. Antes de aquel duelo, fue descartado, donde ante la posibilidad de llegar a semifinales, pudo jugar. Sin embargo, Chile fue eliminado por Venezuela tras perder 1-2.

#### Copa América 2015
El 31 de mayo de 2015, Jorge Sampaoli lo nominó para la Copa América 2015, celebrada en Chile. Debutó en el primer partido del torneo, frente a Ecuador el 11 de junio por el Grupo A ingresando al minuto 68 por Jorge Valdivia en el triunfo chileno por 2-0, antes de que terminara el partido, Matías fue expulsado al 90+2' por doble amarilla, recibiendo una fecha de sanción. Tras cumplir la fecha de sanción contra México (empate 3-3), jugó el último partido del Grupo contra Bolivia, ingresando en el entretiempo por Arturo Vidal, en el tercer gol le dio un pase a Angelo Henríquez, para que esté asistiera a Charles Aránguiz y anotora su segundo personal en un partido que La Roja ganó por 5-0 y terminó como líder del Grupo con 7 puntos y 10 goles a favor. En cuartos de final enfrentaron a Uruguay, Matías nuevamente ingresó desde el banco al minuto 71 por Marcelo Díaz y fue clave en el triunfo chileno ya que al minuto 80 tiro un centro al área que despejó a medias Muslera, el rebote le quedó a Valdivia que se la cedió a Isla para que marcase el 1-0 final que desató la locura en el Nacional. En las semifinales fue suplente y no ingresó en el triunfo 2-1 sobre Perú con doblete de Eduardo Vargas (así Chile volvía a una final de Copa América tras 28 años).
La final se jugó el 4 de julio de 2015 contra Argentina en el Estadio Nacional Julio Martínez Pradanos, Matías ingresó al minuto 74 por Jorge Valdivia cuando el partido iba 0 a 0, aportando pases de gol y refrescando el mediocampo chileno, terminaron los 120 minutos y después de dos horas de lucha Chile y Argentina terminaron empatados 0-0 por lo que definirían al Campeón de América en penales, Matías fue el encargado de abrir la tanda, Fernández anotó el 1-0 de Chile en aquella definición con un potente disparo que se clavó en el ángulo derecho del arco de Sergio Romero, penal que fue calificado como "perfecto", después Argentina fallaría 2 penales, uno atajado por Claudio Bravo a Ever Banega y en el cuarto lanzamiento chileno Alexis Sánchez anotó el cuarto penal que le dio el triunfo por 4-1 a Chile y se consagraron campeones continentales por primera vez en historia tras 99 años de espera.
Fernández jugó 4 de los 6 partidos, todos ingresando desde la banca, estuvo 132 minutos en cancha y fue pieza clave en el primer título en la historia de la selección chilena.

### Mundiales

#### Copa Mundial 2010
En junio de 2010, Marcelo Bielsa lo convocó para disputar la Copa Mundial de Fútbol de 2010 en Sudáfrica. En el primer duelo con Honduras por el Grupo H, Matías fue vital en la jugada que le dio a Chile el primer triunfo mundialista después de 48 años, corría al minuto 34 y Matías se juntó con Mauricio Isla y este centro al área, su centro chocó en un hondureño y el balón le rebotó a Jean Beausejour para que marcase el único gol del partido. En el segundo encuentro contra Suiza jugó hasta el minuto 65 (siendo reemplazado por Esteban Paredes), partido que Chile nuevamente ganó por 1-0 ahora con gol de Mark González. Ya en los otros 2 próximos partidos contra España (tercera fecha) y Brasil (octavos de final), derrotas 1-2 y 0-3 respectivamente, no jugó ninguno de los 2 partidos, el primero por acumulación de tarjetas y el otro por decisión técnica.

#### Participaciones en Copas del Mundo
| Copa                         | Sede         | Resultado        | Partidos | Goles | Asistencias |
| ---------------------------- | ------------ | ---------------- | -------- | ----- | ----------- |
| Copa Mundial Juvenil de 2005 | Países Bajos | Octavos de final | 4        | 1     | 2           |
| Copa Mundial de Fútbol 2010  | Sudáfrica    | Octavos de final | 2        | 0     | 0           |

#### Participaciones en Copa América
| Copa              | Sede      | Resultado        | Partidos | Goles | Asistencias |
| ----------------- | --------- | ---------------- | -------- | ----- | ----------- |
| Copa América 2007 | Venezuela | Cuartos de final | 3        | 0     | 1           |
| Copa América 2011 | Argentina | Cuartos de final | 1        | 0     | 1           |
| Copa América 2015 | Chile     | Campeón          | 4        | 0     | 0           |

#### Participaciones en Clasificatorias a Copas del Mundo
| Eliminatorias                  | Posición | Resultado   | Partidos | Goles | Asistencias |
| ------------------------------ | -------- | ----------- | -------- | ----- | ----------- |
| Clasificatorias Alemania 2006  | 7° lugar | Eliminado   | 1        | 0     | 0           |
| Clasificatorias Sudáfrica 2010 | 2° lugar | Clasificado | 15       | 4     | 3           |
| Clasificatorias Brasil 2014    | 3° lugar | Clasificado | 12       | 3     | 1           |
| Clasificatorias Rusia 2018     | 6° lugar | Eliminado   | 5        | 0     | 2           |

### Partidos internacionales
Actualizado hasta el 12 de octubre de 2018.
| Partidos internacionales | Partidos internacionales | Partidos internacionales                                                  | Partidos internacionales | Partidos internacionales | Partidos internacionales | Partidos internacionales | Partidos internacionales | Partidos internacionales                         | Partidos internacionales | Partidos internacionales                                             | Partidos internacionales         |
| N.º                      | Fecha                    | Estadio                                                                   | Local                    | Resultado                | Visitante                | Goles                    | Asistencias              | Cambio                                           | DT                       | Nota:                                                                | Competición                      |
| ------------------------ | ------------------------ | ------------------------------------------------------------------------- | ------------------------ | ------------------------ | ------------------------ | ------------------------ | ------------------------ | ------------------------------------------------ | ------------------------ | -------------------------------------------------------------------- | -------------------------------- |
| 1                        | 17 de agosto de 2005     | Estadio Jorge Basadre, Tacna, Perú                                        | Perú                     | 3 - 1                    | Chile                    |                          |                          | 67' por Manuel Iturra                            | Nelson Acosta            | Debut por selección adulta                                           | Amistoso                         |
| 2                        | 12 de octubre de 2005    | Estadio Nacional, Santiago, Chile                                         | Ecuador                  | 0 - 0                    | Chile                    |                          |                          | 68' por Luis Antonio Jiménez                     | Nelson Acosta            | Debut en partidos oficiales                                          | Clasificatorias a Alemania 2006  |
| 3                        | 25 de abril de 2006      | Estadio El Teniente, Rancagua, Chile                                      | Chile                    | 4-1                      | Nueva Zelanda            |                          | 34' a Humberto Suazo     |                                                  | Nelson Acosta            |                                                                      | Amistoso                         |
| 4                        | 16 de agosto de 2006     | Estadio Nacional, Santiago, Chile                                         | Chile                    | 1-2                      | Colombia                 |                          |                          |                                                  | Nelson Acosta            |                                                                      | Amistoso                         |
| 5                        | 7 de octubre de 2006     | Estadio Sausalito, Viña del Mar, Chile                                    | Chile                    | 3-2                      | Perú                     | 28' 50'                  |                          | 61' por Esteban Paredes                          | Nelson Acosta            | Primeros 2 goles por Chile                                           | Copa del Pacífico 2006           |
| 6                        | 7 de febrero de 2007     | Estadio José Encarnación Romero, Maracaibo, Venezuela                     | Venezuela                | 0-1                      | Chile                    | 43'                      |                          | 73' por Carlos Villanueva                        | Nelson Acosta            |                                                                      | Amistoso                         |
| 7                        | 24 de marzo de 2007      | Estadio Ullevi, Gotemburgo, Suecia                                        | Brasil                   | 4-0                      | Chile                    |                          |                          | 45' por Jorge Valdivia                           | Nelson Acosta            |                                                                      | Amistoso                         |
| 8                        | 2 de junio de 2007       | Estadio Ricardo Saprissa Aymá, San José, Costa Rica                       | Costa Rica               | 2-0                      | Chile                    |                          |                          | 45' por Roberto Cereceda                         | Nelson Acosta            |                                                                      | Amistoso                         |
| 9                        | 5 de junio de 2007       | Estadio Nacional, Kingston, Jamaica                                       | Jamaica                  | 0-1                      | Chile                    |                          |                          |                                                  | Nelson Acosta            |                                                                      | Amistoso                         |
| 10                       | 28 de junio de 2007      | Estadio Cachamay, Puerto Ordaz, Venezuela                                 | Ecuador                  | 2-3                      | Chile                    |                          |                          | 45' por Miguel Riffo                             | Nelson Acosta            | Debut en Copa América                                                | Copa América 2007                |
| 11                       | 4 de julio de 2007       | Estadio José Antonio Anzoátegui, Puerto La Cruz, Venezuela                | México                   | 0-0                      | Chile                    |                          |                          | 70' por Carlos Villanueva                        | Nelson Acosta            |                                                                      | Copa América 2007                |
| 12                       | 7 de julio de 2007       | Estadio José Antonio Anzoátegui, Puerto La Cruz, Venezuela                | Chile                    | 1-6                      | Brasil                   |                          |                          | 66' por Mark González                            | Nelson Acosta            |                                                                      | Copa América 2007                |
| 13                       | 7 de septiembre de 2007  | Estadio Ernst Happel, Viena, Austria                                      | Suiza                    | 2-1                      | Chile                    |                          |                          |                                                  | Marcelo Bielsa           | Primer partido de la "Era Bielsa"                                    | Amistoso                         |
| 14                       | 11 de septiembre de 2007 | Estadio Ernst Happel, Viena, Austria                                      | Austria                  | 0-2                      | Chile                    |                          | 83' a Eduardo Rubio      | 57' por Luis Antonio Jiménez                     | Marcelo Bielsa           |                                                                      | Amistoso                         |
| 15                       | 13 de octubre de 2007    | Estadio Monumental, Buenos Aires, Argentina                               | Argentina                | 2-0                      | Chile                    |                          |                          |                                                  | Marcelo Bielsa           |                                                                      | Clasificatorias a Sudáfrica 2010 |
| 16                       | 17 de octubre de 2007    | Estadio Nacional Julio Martínez Prádanos, Santiago, Chile                 | Chile                    | 2-0                      | Perú                     | 52'                      | 12' a Humberto Suazo     |                                                  | Marcelo Bielsa           | 1.er gol en Clasificatorias                                          | Clasificatorias a Sudáfrica 2010 |
| 17                       | 18 de noviembre de 2007  | Estadio Centenario, Montevideo, Uruguay                                   | Uruguay                  | 2-2                      | Chile                    |                          |                          |                                                  | Marcelo Bielsa           | Primera vez que sacan 1 punto en Montevideo por Clasif.              | Clasificatorias a Sudáfrica 2010 |
| 18                       | 21 de noviembre de 2007  | Estadio Nacional, Santiago, Chile                                         | Chile                    | 0-3                      | Paraguay                 |                          |                          |                                                  | Marcelo Bielsa           |                                                                      | Clasificatorias a Sudáfrica 2010 |
| 19                       | 26 de marzo de 2008      | Ramat Gan Stadium, Ramat Gan Israel                                       | Israel                   | 1-0                      | Chile                    |                          |                          |                                                  | Marcelo Bielsa           |                                                                      | Amistoso                         |
| 20                       | 20 de agosto de 2008     | Estadio İsmetpaşa, İzmit, Turquía                                         | Turquía                  | 1-0                      | Chile                    |                          |                          | 45' por Jorge Valdivia                           | Marcelo Bielsa           |                                                                      | Amistoso                         |
| 21                       | 7 de septiembre de 2008  | Estadio Nacional, Santiago, Chile                                         | Chile                    | 0-3                      | Brasil                   |                          |                          |                                                  | Marcelo Bielsa           |                                                                      | Clasificatorias a Sudáfrica 2010 |
| 22                       | 10 de septiembre de 2008 | Estadio Nacional Julio Martínez Prádanos, Santiago, Chile                 | Chile                    | 4-0                      | Colombia                 | 71'                      |                          |                                                  | Marcelo Bielsa           |                                                                      | Clasificatorias a Sudáfrica 2010 |
| 23                       | 12 de octubre de 2008    | Estadio Olímpico Atahualpa, Quito, Ecuador                                | Ecuador                  | 1-0                      | Chile                    |                          |                          | 24' por Pablo Contreras                          | Marcelo Bielsa           |                                                                      | Clasificatorias a Sudáfrica 2010 |
| 24                       | 15 de octubre de 2008    | Estadio Nacional Julio Martínez Prádanos, Santiago, Chile                 | Chile                    | 1-0                      | Argentina                |                          |                          |                                                  | Marcelo Bielsa           | Primer triunfo chileno sobre Argentina en Clasif.                    | Clasificatorias a Sudáfrica 2010 |
| 25                       | 19 de noviembre de 2008  | Estadio El Madrigal, Villarreal, España                                   | España                   | 3-0                      | Chile                    |                          |                          |                                                  | Marcelo Bielsa           |                                                                      | Amistoso                         |
| 26                       | 11 de febrero de 2009    | Estadio Peter Mokaba, Polokwane, Sudáfrica                                | Sudáfrica                | 0-2                      | Chile                    |                          |                          | 58' por Jorge Valdivia                           | Marcelo Bielsa           |                                                                      | Amistoso                         |
| 27                       | 29 de marzo de 2009      | Estadio Monumental, Lima, Perú                                            | Perú                     | 1-3                      | Chile                    | 70'                      |                          | 72' por Rodrigo Tello                            | Marcelo Bielsa           | 4.º gol contra Perú y 1.er triunfo en Lima por Clasif. en 24 años    | Clasificatorias a Sudáfrica 2010 |
| 28                       | 1 de abril de 2009       | Estadio Nacional Julio Martínez Prádanos, Santiago, Chile                 | Chile                    | 0-0                      | Uruguay                  |                          |                          | 60' por Fabián Orellana                          | Marcelo Bielsa           |                                                                      | Clasificatorias a Sudáfrica 2010 |
| 29                       | 6 de junio de 2009       | Estadio Defensores del Chaco, Asunción, Paraguay                          | Paraguay                 | 0-2                      | Chile                    | 13'                      |                          |                                                  | Marcelo Bielsa           | Primer triunfo de Chile en Asunción por Clasificatorias tras 28 años | Clasificatorias a Sudáfrica 2010 |
| 30                       | 10 de junio de 2009      | Estadio Nacional Julio Martínez Prádanos, Santiago, Chile                 | Chile                    | 4-0                      | Bolivia                  |                          | 43' a Jean Beausejour    | 68' por Jorge Valdivia                           | Marcelo Bielsa           |                                                                      | Clasificatorias a Sudáfrica 2010 |
| 31                       | 12 de agosto de 2009     | Estadio Brøndby, Copenhague, Dinamarca                                    | Dinamarca                | 1-2                      | Chile                    |                          | 60' a Esteban Paredes    |                                                  | Marcelo Bielsa           |                                                                      | Amistoso                         |
| 32                       | 6 de septiembre de 2009  | Estadio Monumental, Santiago, Chile                                       | Chile                    | 2-2                      | Venezuela                |                          | 11' a Arturo Vidal       |                                                  | Marcelo Bielsa           |                                                                      | Clasificatorias a Sudáfrica 2010 |
| 33                       | 10 de septiembre de 2009 | Estádio Roberto Santos, Salvador de Bahía, Brasil                         | Brasil                   | 4-2                      | Chile                    |                          |                          |                                                  | Marcelo Bielsa           |                                                                      | Clasificatorias a Sudáfrica 2010 |
| 34                       | 10 de octubre de 2009    | Estadio Atanasio Girardot, Medellín, Colombia                             | Colombia                 | 2-4                      | Chile                    |                          |                          | 31' por Jorge Valdivia                           | Marcelo Bielsa           | Clasificaron a un Mundial luego de 12 años                           | Clasificatorias a Sudáfrica 2010 |
| 35                       | 17 de noviembre de 2009  | Štadión pod Dubňom, Žilina, Eslovaquia                                    | Eslovaquia               | 1-2                      | Chile                    |                          |                          | 15' por Jorge Valdivia                           | Marcelo Bielsa           |                                                                      | Amistoso                         |
| 36                       | 16 de mayo de 2010       | Estadio Azteca, Ciudad de México, México                                  | México                   | 1-0                      | Chile                    |                          |                          |                                                  | Marcelo Bielsa           |                                                                      | Amistoso                         |
| 37                       | 31 de mayo de 2010       | Estadio Bicentenario Municipal Nelson Oyarzún, Chillán, Chile             | Chile                    | 1-0                      | Irlanda del Norte        |                          | 30' a Esteban Paredes    |                                                  | Marcelo Bielsa           |                                                                      | Amistoso                         |
| 38                       | 16 de junio de 2010      | Estadio Mbombela, Nelspruit, Sudáfrica                                    | Honduras                 | 0-1                      | Chile                    |                          |                          |                                                  | Marcelo Bielsa           | Debut en Mundiales                                                   | Copa Mundial de Fútbol 2010      |
| 39                       | 21 de junio de 2010      | Nelson Mandela Bay Stadium, Port Elizabeth, Sudáfrica                     | Chile                    | 1-0                      | Suiza                    |                          |                          | 65' por Esteban Paredes                          | Marcelo Bielsa           |                                                                      | Copa Mundial de Fútbol 2010      |
| 40                       | 26 de marzo de 2011      | Estádio Dr. Magalhães Pessoa, Leiría, Portugal                            | Portugal                 | 1-1                      | Chile                    | 41'                      |                          |                                                  | Claudio Borghi           | Golazo de tiro libre desde 35 metros                                 | Amistoso                         |
| 41                       | 29 de marzo de 2011      | Kyocera Stadion, La Haya, Países Bajos                                    | Chile                    | 2-0                      | Colombia                 | 6'                       |                          |                                                  | Claudio Borghi           |                                                                      | Amistoso                         |
| 42                       | 15 de junio de 2011      | Estadio Monumental, Santiago, Chile                                       | Chile                    | 4-0                      | Estonia                  | 21'                      |                          | 67' por Luis Antonio Jiménez                     | Claudio Borghi           | Décimo gol poe la Roja                                               | Amistoso                         |
| 43                       | 4 de julio de 2011       | Estadio San Juan del Bicentenario, San Juan, Argentina                    | Chile                    | 2-1                      | México                   |                          | 73' a Arturo Vidal       | 83' por Carlos Carmona                           | Claudio Borghi           |                                                                      | Copa América 2011                |
| 44                       | 7 de octubre de 2011     | Estadio Antonio Vespucio Liberti, Buenos Aires, Argentina                 | Argentina                | 4-1                      | Chile                    | 60'                      |                          | 81' por Cristóbal Jorquera                       | Claudio Borghi           |                                                                      | Clasificatorias a Brasil 2014    |
| 45                       | 11 de octubre de 2011    | Estadio Monumental, Santiago, Chile                                       | Chile                    | 4-2                      | Perú                     |                          |                          | 85' por Eduardo Vargas                           | Claudio Borghi           |                                                                      | Clasificatorias a Brasil 2014    |
| 46                       | 11 de noviembre de 2011  | Estadio Centenario, Montevideo, Uruguay                                   | Uruguay                  | 4-0                      | Chile                    |                          |                          |                                                  | Claudio Borghi           |                                                                      | Clasificatorias a Brasil 2014    |
| 47                       | 15 de noviembre de 2011  | Estadio Nacional Julio Martínez Prádanos, Santiago, Chile                 | Chile                    | 2-0                      | Paraguay                 |                          | 28' a Pablo Contreras    | 87' por Milovan Mirosevic                        | Claudio Borghi           |                                                                      | Clasificatorias a Brasil 2014    |
| 48                       | 29 de febrero de 2012    | PPL Park Stadium, Chester, Estados Unidos                                 | Chile                    | 1-1                      | Ghana                    | 75'                      |                          |                                                  | Claudio Borghi           |                                                                      | Amistoso                         |
| 49                       | 2 de junio de 2012       | Estadio Hernando Siles, La Paz, Bolivia                                   | Bolivia                  | 0-2                      | Chile                    |                          |                          | 74' por Luis Pedro Figueroa                      | Claudio Borghi           |                                                                      | Clasificatorias a Brasil 2014    |
| 50                       | 9 de junio de 2012       | Estadio Olímpico Gral. José Antonio Anzoátegui, Puerto La Cruz, Venezuela | Venezuela                | 0-2                      | Chile                    | 85'                      |                          |                                                  | Claudio Borghi           | Líderes de Clasificatorias por primera vez en su historia            | Clasificatorias a Brasil 2014    |
| 51                       | 11 de septiembre de 2012 | Estadio Monumental, Santiago, Chile                                       | Chile                    | 1-3                      | Colombia                 | 42'                      |                          |                                                  | Claudio Borghi           | Último gol por la selección                                          | Clasificatorias a Brasil 2014    |
| 52                       | 12 de octubre de 2012    | Estadio Olímpico Atahualpa, Quito, Ecuador                                | Ecuador                  | 3-1                      | Chile                    |                          |                          | 60' por Junior Fernandes                         | Claudio Borghi           |                                                                      | Clasificatorias a Brasil 2014    |
| 53                       | 16 de octubre de 2012    | Estadio Nacional Julio Martínez Prádanos, Santiago, Chile                 | Chile                    | 1-2                      | Argentina                |                          |                          |                                                  | Claudio Borghi           |                                                                      | Clasificatorias a Brasil 2014    |
| 54                       | 14 de noviembre de 2012  | AFG Arena, San Galo, Suiza                                                | Chile                    | 1-3                      | Serbia                   |                          | 87' a Ángelo Henríquez   |                                                  | Claudio Borghi           |                                                                      | Amistoso                         |
| 55                       | 26 de marzo de 2013      | Estadio Nacional, Santiago, Chile                                         | Chile                    | 2-0                      | Uruguay                  |                          |                          | 69' por Charles Aránguiz                         | Jorge Sampaoli           |                                                                      | Clasificatorias a Brasil 2014    |
| 56                       | 7 de junio de 2013       | Estadio Defensores del Chaco, Asunción, Paraguay                          | Paraguay                 | 1-2                      | Chile                    |                          |                          | 69' por Matías Fernández                         | Jorge Sampaoli           |                                                                      | Clasificatorias a Brasil 2014    |
| 57                       | 15 de octubre de 2013    | Estadio Nacional, Santiago, Chile                                         | Chile                    | 2-1                      | Ecuador                  |                          |                          | 76' por Charles Aránguiz                         | Jorge Sampaoli           | Clasifican por primera vez a 2 mundiales seguidos en cancha          | Clasificatorias a Brasil 2014    |
| 58                       | 15 de noviembre de 2013  | Estadio de Wembley, Londres, Inglaterra                                   | Inglaterra               | 0-2                      | Chile                    |                          |                          | 45' por Felipe Gutiérrez                         | Jorge Sampaoli           |                                                                      | Amistoso                         |
| 59                       | 19 de noviembre de 2013  | Estadio Rogers Centre, Toronto, Canadá                                    | Brasil                   | 2-1                      | Chile                    |                          |                          | 59' por Matías Fernández                         | Jorge Sampaoli           |                                                                      | Amistoso                         |
| 60                       | 5 de marzo de 2014       | Estadio Mercedes-Benz Arena, Stuttgart, Alemania                          | Alemania                 | 1-0                      | Chile                    |                          |                          | 89' por Arturo Vidal                             | Jorge Sampaoli           | Jugó 1 solo minuto por Chile durante 2014                            | Amistoso                         |
| 61                       | 26 de marzo de 2015      | NV Arena, Sankt Pölten, Austria                                           | Irán                     | 2-0                      | Chile                    |                          |                          |                                                  | Jorge Sampaoli           | Vuelve a ser titular por la Roja después de 17 meses                 | Amistoso                         |
| 62                       | 29 de marzo de 2015      | Emirates Stadium, Londres, Inglaterra                                     | Brasil                   | 1-0                      | Chile                    |                          |                          | 74' por Rodrigo Millar                           | Jorge Sampaoli           |                                                                      | Amistoso                         |
| 63                       | 11 de junio de 2015      | Estadio Nacional Julio Martínez Prádanos, Santiago, Chile                 | Chile                    | 2-0                      | Ecuador                  |                          |                          | 68' por Jorge Valdivia                           | Jorge Sampaoli           | Primera expulsión por Chile                                          | Copa América 2015                |
| 64                       | 19 de junio de 2015      | Estadio Nacional Julio Martínez Prádanos, Santiago, Chile                 | Chile                    | 5-0                      | Bolivia                  |                          |                          | 45' por Arturo Vidal                             | Jorge Sampaoli           |                                                                      | Copa América 2015                |
| 65                       | 24 de junio de 2015      | Estadio Nacional Julio Martínez Prádanos, Santiago, Chile                 | Chile                    | 1-0                      | Uruguay                  |                          |                          | 71' por Marcelo Díaz                             | Jorge Sampaoli           |                                                                      | Copa América 2015                |
| 66                       | 4 de julio de 2015       | Estadio Nacional Julio Martínez Prádanos, Santiago, Chile                 | Chile                    | 0-0 4-1p                 | Argentina                |                          |                          | 74' por Matías Fernández                         | Jorge Sampaoli           | Primer título continental en la historia de la selección chilena     | Copa América 2015                |
| 67                       | 5 de septiembre de 2015  | Estadio Nacional Julio Martínez Prádanos, Santiago, Chile                 | Chile                    | 3-2                      | Paraguay                 |                          |                          |                                                  | Jorge Sampaoli           |                                                                      | Amistoso                         |
| 68                       | 8 de octubre de 2015     | Estadio Nacional Julio Martínez Prádanos, Santiago, Chile                 | Chile                    | 2-0                      | Brasil                   |                          | 72' a Eduardo Vargas     | 63' por Jorge Valdivia                           | Jorge Sampaoli           | Primer triunfo sobre Brasil en 15 años                               | Clasificatorias a Rusia 2018     |
| 69                       | 12 de noviembre de 2015  | Estadio Nacional Julio Martínez Prádanos, Santiago, Chile                 | Chile                    | 1-1                      | Colombia                 |                          | 45+1' a Arturo Vidal     |                                                  | Jorge Sampaoli           |                                                                      | Clasificatorias a Rusia 2018     |
| 70                       | 17 de noviembre de 2015  | Estadio Centenario, Montevideo, Uruguay                                   | Uruguay                  | 3-0                      | Chile                    |                          |                          | 65' por Eugenio Mena                             | Jorge Sampaoli           |                                                                      | Clasificatorias a Rusia 2018     |
| 71                       | 24 de marzo de 2016      | Estadio Nacional Julio Martínez Prádanos, Santiago, Chile                 | Chile                    | 1-2                      | Argentina                |                          |                          | 6' por Francisco Silva                           | Juan Antonio Pizzi       | Primer partido de la "Era Pizzi"                                     | Clasificatorias a Rusia 2018     |
| 72                       | 27 de mayo de 2016       | Estadio Sausalito, Viña del Mar, Chile                                    | Chile                    | 1-2                      | Jamaica                  |                          |                          | 45' por Eduardo Vargas                           | Juan Antonio Pizzi       |                                                                      | Amistoso                         |
| 73                       | 6 de septiembre de 2016  | Estadio Monumental, Santiago, Chile                                       | Chile                    | 3-0                      | Bolivia                  |                          |                          | 53' por Rodrigo Millar, 64' por Felipe Gutiérrez | Juan Antonio Pizzi       |                                                                      | Clasificatorias a Rusia 2018     |
| 74                       | 12 de octubre de 2018    | Hard Rock Stadium, Miami, Estados Unidos                                  | Perú                     | 3-0                      | Chile                    |                          |                          |                                                  | Reinaldo Rueda           | Vuelve a ser titular por la Roja después de más de 2 años            | Amistoso                         |
| Total                    |                          |                                                                           | Presencias               | 74                       | Goles                    | 14                       |                          |                                                  |                          |                                                                      |                                  |

| Selección chilena | Selección chilena | Selección chilena |
| Año               | Partidos          | Goles             |
| ----------------- | ----------------- | ----------------- |
| 2005              | 2                 | 0                 |
| 2006              | 3                 | 2                 |
| 2007              | 13                | 2                 |
| 2008              | 7                 | 1                 |
| 2009              | 10                | 2                 |
| 2010              | 4                 | 0                 |
| 2011              | 8                 | 4                 |
| 2012              | 7                 | 3                 |
| 2013              | 4                 | 0                 |
| 2014              | 7                 | 1                 |
| 2015              | 10                | 0                 |
| 2016              | 6                 | 5                 |
| 2017              | 1                 | 1                 |
| 2018              | 2                 | 0                 |
| Total             | 84                | 21                |

### Goles con la selección
Actualizado hasta el 11 de septiembre de 2012.
| Goles por la Selección de fútbol de Chile | Goles por la Selección de fútbol de Chile | Goles por la Selección de fútbol de Chile                 | Goles por la Selección de fútbol de Chile | Goles por la Selección de fútbol de Chile | Goles por la Selección de fútbol de Chile | Goles por la Selección de fútbol de Chile              | Goles por la Selección de fútbol de Chile | Goles por la Selección de fútbol de Chile |
| #                                         | Fecha                                     | Lugar                                                     | Rival                                     | Gol                                       | Resultado                                 | Competición                                            |                                           |                                           |
| Selección Sub-20                          | Selección Sub-20                          | Selección Sub-20                                          | Selección Sub-20                          | Selección Sub-20                          | Selección Sub-20                          | Selección Sub-20                                       | Selección Sub-20                          | Selección Sub-20                          |
| ----------------------------------------- | ----------------------------------------- | --------------------------------------------------------- | ----------------------------------------- | ----------------------------------------- | ----------------------------------------- | ------------------------------------------------------ | ----------------------------------------- | ----------------------------------------- |
| 1.                                        | 18 de enero de 2005                       | Estadio Centenario, Armenia                               | Paraguay                                  | 1-1                                       | 3-2                                       | Campeonato Sudamericano Sub-20 de 2005                 |                                           |                                           |
| 2.                                        | 22 de enero de 2005                       | Estadio Hernán Ramírez Villegas, Pereira                  | Ecuador                                   | 2-0                                       | 5-1                                       | Campeonato Sudamericano Sub-20 de 2005                 |                                           |                                           |
| 3.                                        | 25 de enero de 2005                       | Estadio Centenario, Armenia                               | Colombia                                  | 2-0                                       | 3-4                                       | Campeonato Sudamericano Sub-20 de 2005                 |                                           |                                           |
| 4.                                        | 5 de febrero de 2005                      | Estadio Centenario, Armenia                               | Uruguay                                   | 1-0                                       | 2-2                                       | Campeonato Sudamericano Sub-20 de 2005                 |                                           |                                           |
| 5.                                        | 5 de febrero de 2005                      | Estadio Centenario, Armenia                               | Uruguay                                   | 2-1                                       | 2-2                                       | Campeonato Sudamericano Sub-20 de 2005                 |                                           |                                           |
| 6.                                        | 10 de junio de 2005                       | Estadio De Vijverberg, Doetinchem                         | Honduras                                  | 0-4                                       | 0-7                                       | Copa Mundial de Fútbol Juvenil de 2005                 |                                           |                                           |
| Selección adulta                          |                                           |                                                           |                                           |                                           |                                           |                                                        |                                           |                                           |
| 1.                                        | 8 de octubre de 2006                      | Estadio Sausalito, Viña del Mar                           | Perú                                      | 1–1                                       | 3–2                                       | Copa del Pacífico 2006                                 |                                           |                                           |
| 2.                                        | 8 de octubre de 2006                      | Estadio Sausalito, Viña del Mar                           | Perú                                      | 3–2                                       | 3–2                                       | Copa del Pacífico 2006                                 |                                           |                                           |
| 3.                                        | 7 de febrero de 2007                      | Estadio José Encarnación Romero, Maracaibo                | Venezuela                                 | 0–1                                       | 0–1                                       | Amistoso                                               |                                           |                                           |
| 4.                                        | 17 de octubre de 2007                     | Estadio Nacional Julio Martínez Prádanos, Santiago        | Perú                                      | 2–0                                       | 2–0                                       | Clasificatorias para la Copa Mundial de Fútbol de 2010 |                                           |                                           |
| 5.                                        | 10 de septiembre de 2008                  | Estadio Nacional Julio Martínez Prádanos, Santiago        | Colombia                                  | 4–0                                       | 4–0                                       | Clasificatorias para la Copa Mundial de Fútbol de 2010 |                                           |                                           |
| 6.                                        | 29 de marzo de 2009                       | Estadio Monumental, Lima                                  | Perú                                      | 1–3                                       | 1–3                                       | Clasificatorias para la Copa Mundial de Fútbol de 2010 |                                           |                                           |
| 7.                                        | 6 de junio de 2009                        | Estadio Defensores del Chaco, Asunción                    | Paraguay                                  | 0–1                                       | 0–2                                       | Clasificatorias para la Copa Mundial de Fútbol de 2010 |                                           |                                           |
| 8.                                        | 26 de marzo de 2011                       | Estádio Dr. Magalhães Pessoa, Leiría                      | Portugal                                  | 1–1                                       | 1–1                                       | Amistoso                                               |                                           |                                           |
| 9.                                        | 29 de marzo de 2011                       | Kyocera Stadion, La Haya                                  | Colombia                                  | 0–1                                       | 0–2                                       | Amistoso                                               |                                           |                                           |
| 10.                                       | 19 de junio de 2011                       | Estadio Monumental, Santiago                              | Estonia                                   | 1–0                                       | 4–0                                       | Amistoso                                               |                                           |                                           |
| 11.                                       | 7 de octubre de 2011                      | Estadio Monumental Antonio Vespucio Liberti, Buenos Aires | Argentina                                 | 3–1                                       | 4–1                                       | Clasificatorias para la Copa Mundial de Fútbol de 2014 |                                           |                                           |
| 12.                                       | 29 de febrero de 2012                     | PPL Park, Chester                                         | Ghana                                     | 1–1                                       | 1–1                                       | Amistoso                                               |                                           |                                           |
| 13.                                       | 9 de junio de 2012                        | Estadio José Antonio Anzoátegui, Puerto La Cruz           | Venezuela                                 | 0–1                                       | 0–2                                       | Clasificatorias para la Copa Mundial de Fútbol de 2014 |                                           |                                           |
| 14.                                       | 11 de septiembre de 2012                  | Estadio Monumental, Santiago                              | Colombia                                  | 1–0                                       | 1–3                                       | Clasificatorias para la Copa Mundial de Fútbol de 2014 |                                           |                                           |

## Participaciones internacionales
| Club                              | Competencia              | Resultado              |
| --------------------------------- | ------------------------ | ---------------------- |
| Colo Colo · Chile                 | Copa Libertadores 2003   | Fase de grupos         |
| Colo Colo · Chile                 | Copa Libertadores 2004   | Fase de grupos         |
| Colo Colo · Chile                 | Copa Libertadores 2005   | Primera fase           |
| Colo Colo · Chile                 | Copa Libertadores 2006   | Primera fase           |
| Colo Colo · Chile                 | Copa Sudamericana 2006   | 'Subcampeón'           |
| Villarreal · España               | Copa de la UEFA 2007-08  | Dieciseisavos de final |
| Villarreal · España               | Champions League 2008-09 | Cuartos de final       |
| Sporting de Lisboa Portugal       | Champions League 2009-10 | Tercera ronda          |
| Sporting de Lisboa Portugal       | Europa League 2009-10    | Octavos de final       |
| Sporting de Lisboa Portugal       | Europa League 2010-11    | Dieciseisavos de final |
| Sporting de Lisboa Portugal       | Europa League 2011-12    | 'Semifinales'          |
| ACF Fiorentina · Italia           | Europa League 2013-14    | Octavos de final       |
| ACF Fiorentina · Italia           | Europa League 2014-15    | 'Semifinales'          |
| ACF Fiorentina · Italia           | Europa League 2015-16    | Dieciseisavos de final |
| Junior de Barranquilla · Colombia | Copa Libertadores 2019   | Fase de grupos         |
| Colo Colo · Chile                 | Copa Libertadores 2020   | Fase de grupos         |

## Estilo de juego

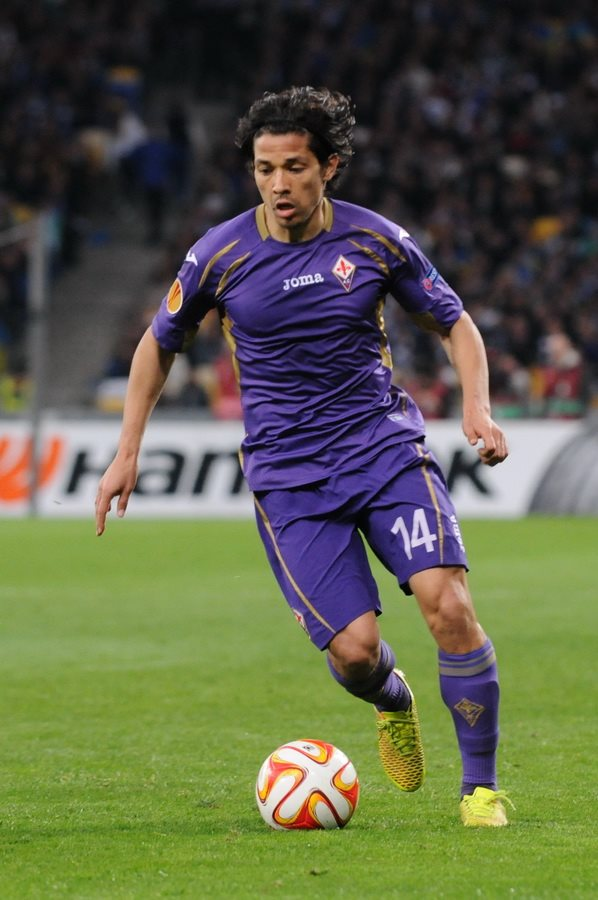
Fernández llevando por la Fiorentina en 2015.

Registró el «rebote interior»: regate que consiste en darse un autopase de suela o taco diagonal en velocidad y golpear el balón con el empeine del zapato trasero mientras la pierna se mueve frontalmente, impulsándolo por el lado del rival, quien termina confundido al regresar repentinamente; improvisando jugando por el Sporting Club ante el Everton de Inglaterra en el Estadio José Alvalade de Lisboa (Portugal) por la Liga Europa de la UEFA 2009-10, inspirado por el «pase de taco» del fútbol, propiciado por errar uno interponiendo el otro pie y la fortuna de eludir un «marcaje» de Phil Jagielka durante una jugada de gol el 25 de febrero de 2010. Está incluido en el videojuego eFootball desde la edición de 2011.

## Estadísticas

### Clubes
| Club | Div.          | Temporada     | Liga  | Liga  | Liga   | Copas nacionales(1) | Copas nacionales(1) | Copas nacionales(1) | Torneos internacionales(2) | Torneos internacionales(2) | Torneos internacionales(2) | Total(3) | Total(3) | Total(3) | Media goleadora |
| Club | Div.          | Temporada     | Part. | Goles | Asist. | Part.               | Goles               | Asist.              | Part.                      | Goles                      | Asist.                     | Part.    | Goles    | Asist.   | Media goleadora |
| --- | ------------- | ------------- | ----- | ----- | ------ | ------------------- | ------------------- | ------------------- | -------------------------- | -------------------------- | -------------------------- | -------- | -------- | -------- | --------------- |
| Colo-Colo · Chile | 1.ª           | 2003          | —     | —     | —      | 1                   | 1                   | 0                   | —                          | —                          | —                          | 1        | 1        | 0        | 1               |
| Colo-Colo · Chile | 1.ª           | 2004          | 24    | 8     | 2      | —                   | —                   | —                   | —                          | —                          | —                          | 24       | 8        | 2        | 0.33            |
| Colo-Colo · Chile | 1.ª           | 2005          | 31    | 9     | 13     | —                   | —                   | —                   | 1                          | 0                          | 0                          | 32       | 9        | 13       | 0.28            |
| Colo-Colo · Chile | 1.ª           | 2006          | 41    | 29    | 12     | —                   | —                   | —                   | 14                         | 10                         | 1                          | 55       | 39       | 13       | 0.71            |
| Villarreal · España | 1.ª           | 2006-07       | 20    | 1     | 7      | 2                   | 0                   | 0                   | —                          | —                          | —                          | 22       | 1        | 7        | 0.05            |
| Villarreal · España | 1.ª           | 2007-08       | 30    | 3     | 3      | 3                   | 0                   | 0                   | 6                          | 0                          | 5                          | 39       | 3        | 8        | 0.08            |
| Villarreal · España | 1.ª           | 2008-09       | 21    | 3     | 0      | 2                   | 0                   | 1                   | 7                          | 0                          | 0                          | 30       | 3        | 1        | 0.1             |
| Villarreal · España | Total club    | Total club    | 71    | 7     | 10     | 7                   | 0                   | 1                   | 13                         | 0                          | 5                          | 91       | 7        | 16       | 0.08            |
| Sporting de Lisboa Portugal | 1.ª           | 2009-10       | 28    | 3     | 1      | 6                   | 1                   | 3                   | 13                         | 1                          | 2                          | 47       | 5        | 6        | 0.11            |
| Sporting de Lisboa Portugal | 1.ª           | 2010-11       | 21    | 5     | 4      | 3                   | 0                   | 2                   | 6                          | 2                          | 1                          | 30       | 7        | 7        | 0.23            |
| Sporting de Lisboa Portugal | 1.ª           | 2011-12       | 20    | 4     | 2      | 8                   | 0                   | 1                   | 11                         | 3                          | 3                          | 39       | 7        | 6        | 0.18            |
| Sporting de Lisboa Portugal | Total club    | Total club    | 69    | 12    | 7      | 17                  | 1                   | 6                   | 30                         | 6                          | 6                          | 116      | 19       | 19       | 0.16            |
| ACF Fiorentina · Italia | 1.ª           | 2012-13       | 22    | 1     | 2      | 3                   | 0                   | 1                   | —                          | —                          | —                          | 25       | 1        | 3        | 0.04            |
| ACF Fiorentina · Italia | 1.ª           | 2013-14       | 23    | 3     | 3      | 5                   | 0                   | 0                   | 10                         | 0                          | 1                          | 38       | 3        | 4        | 0.08            |
| ACF Fiorentina · Italia | 1.ª           | 2014-15       | 29    | 2     | 6      | 4                   | 0                   | 0                   | 8                          | 0                          | 2                          | 41       | 2        | 8        | 0.05            |
| ACF Fiorentina · Italia | 1.ª           | 2015-16       | 22    | 1     | 3      | —                   | —                   | —                   | 5                          | 0                          | 2                          | 27       | 1        | 5        | 0.04            |
| ACF Fiorentina · Italia | Total club    | Total club    | 96    | 7     | 14     | 12                  | 0                   | 1                   | 23                         | 0                          | 5                          | 131      | 7        | 20       | 0.05            |
| AC Milan · Italia | 1.ª           | 2016-17       | 13    | 1     | 2      | —                   | —                   | —                   | —                          | —                          | —                          | 13       | 1        | 2        | 0.08            |
| AC Milan · Italia | Total club    | Total club    | 13    | 1     | 2      | 0                   | 0                   | 0                   | 0                          | 0                          | 0                          | 13       | 1        | 2        | 0.08            |
| Necaxa · México | 1.ª           | 2017-18       | 20    | 1     | 2      | 4                   | 1                   | 0                   | —                          | —                          | —                          | 24       | 2        | 2        | 0.08            |
| Necaxa · México | 1.ª           | 2018-19       | 17    | 3     | 1      | 1                   | 0                   | 0                   | —                          | —                          | —                          | 18       | 3        | 1        | 0.17            |
| Necaxa · México | Total club    | Total club    | 37    | 4     | 3      | 5                   | 1                   | 0                   | 0                          | 0                          | 0                          | 42       | 5        | 3        | 0.12            |
| Junior de Barranquilla · Colombia | 1.ª           | 2019          | 11    | 1     | 1      | 1                   | 1                   | 0                   | 3                          | 0                          | 0                          | 15       | 2        | 1        | 0.13            |
| Junior de Barranquilla · Colombia | Total club    | Total club    | 11    | 1     | 1      | 1                   | 1                   | 0                   | 3                          | 0                          | 0                          | 15       | 2        | 1        | 0.13            |
| Colo-Colo · Chile | 1.ª           | 2020          | 19    | 0     | 2      | 2                   | 0                   | 0                   | 2                          | 0                          | 0                          | 23       | 0        | 2        | 0.00            |
| Colo-Colo · Chile | Total club    | Total club    | 115   | 46    | 29     | 3                   | 1                   | 0                   | 17                         | 10                         | 1                          | 135      | 57       | 30       | 0.42            |
| Deportes La Serena · Chile | 1.ª           | 2021          | 27    | 2     | 3      | 3                   | 1                   | 1                   | —                          | —                          | —                          | 30       | 3        | 4        | 0.1             |
| Deportes La Serena · Chile | 1.ª           | 2022          | 12    | 1     | 1      | 2                   | 0                   | 0                   | —                          | —                          | —                          | 14       | 1        | 1        | 0.07            |
| Deportes La Serena · Chile | Total club    | Total club    | 39    | 3     | 4      | 5                   | 1                   | 1                   | 0                          | 0                          | 0                          | 44       | 4        | 5        | 0.09            |
| Total carrera | Total carrera | Total carrera | 451   | 81    | 70     | 50                  | 5                   | 9                   | 86                         | 16                         | 17                         | 587      | 102      | 96       | 0.17            |
| (1) Incluye datos de la Copa del Rey (2007-08); Copa de Portugal / Copa de la Liga de Portugal (2009-12); Copa Italia (2012-15); Copa México / Supercopa de México (2017-18); Copa Colombia (2019); Liguilla Pre-Sudamericana / Copa Chile / Supercopa de Chile (2003-Act.). (2) Incluye datos de la Copa Sudamericana (2006); Liga de Campeones de la UEFA (2007-09); Copa de la UEFA/Liga Europa de la UEFA (2007-16); Copa Libertadores (2005-Act.). (3) No incluye goles en partidos amistosos. |               |               |       |       |        |                     |                     |                     |                            |                            |                            |          |          |          |                 |

### Selecciones
| Selección | Temporada     | Amistosos | Amistosos | Amistosos | Sudamérica(1) | Sudamérica(1) | Sudamérica(1) | Mundial | Mundial | Mundial | Total | Total | Total  | Media goleadora |
| Selección | Temporada     | Part.     | Goles     | Asist.    | Part.         | Goles         | Asist.        | Part.   | Goles   | Asist.  | Part. | Goles | Asist. | Media goleadora |
| --- | ------------- | --------- | --------- | --------- | ------------- | ------------- | ------------- | ------- | ------- | ------- | ----- | ----- | ------ | --------------- |
| Sub-17 · Chile | 2003          | —         | —         | —         | 3             | 0             | 0             | —       | —       | —       | 3     | 0     | 0      | 0.00            |
| Sub-17 · Chile | Total         | 0         | 0         | 0         | 3             | 0             | 0             | 0       | 0       | 0       | 3     | 0     | 0      | 0.00            |
| Sub-20 · Chile | 2005          | 4         | 2         | 2         | 9             | 5             | 1             | 4       | 1       | 2       | 17    | 8     | 5      | 0.47            |
| Sub-20 · Chile | Total         | 4         | 2         | 2         | 9             | 5             | 1             | 4       | 1       | 2       | 17    | 8     | 5      | 0.47            |
| Adulta · Chile | 2005          | 1         | 0         | 0         | 1             | 0             | 0             | —       | —       | —       | 2     | 0     | 0      | 0.00            |
| Adulta · Chile | 2006          | 3         | 2         | 1         | —             | —             | —             | —       | —       | —       | 3     | 2     | 1      | 0.67            |
| Adulta · Chile | 2007          | 6         | 1         | 1         | 7             | 1             | 1             | —       | —       | —       | 13    | 2     | 2      | 0.15            |
| Adulta · Chile | 2008          | 4         | 0         | 0         | 4             | 1             | 0             | —       | —       | —       | 8     | 1     | 0      | 0.13            |
| Adulta · Chile | 2009          | 3         | 0         | 1         | 7             | 2             | 2             | —       | —       | —       | 10    | 2     | 3      | 0.2             |
| Adulta · Chile | 2010          | 3         | 0         | 1         | —             | —             | —             | 2       | 0       | 0       | 5     | 0     | 1      | 0.00            |
| Adulta · Chile | 2011          | 3         | 3         | 0         | 4             | 1             | 2             | —       | —       | —       | 7     | 4     | 2      | 0.57            |
| Adulta · Chile | 2012          | 2         | 1         | 1         | 5             | 2             | 0             | —       | —       | —       | 7     | 3     | 1      | 0.43            |
| Adulta · Chile | 2013          | 2         | 0         | 0         | 3             | 0             | 0             | —       | —       | —       | 5     | 0     | 0      | 0.00            |
| Adulta · Chile | 2014          | 1         | 0         | 0         | —             | —             | —             | —       | —       | —       | 1     | 0     | 0      | 0.00            |
| Adulta · Chile | 2015          | 2         | 0         | 0         | 7             | 0             | 2             | —       | —       | —       | 9     | 0     | 2      | 0.00            |
| Adulta · Chile | 2016          | 1         | 0         | 0         | 2             | 0             | 0             | —       | —       | —       | 3     | 0     | 0      | 0.00            |
| Adulta · Chile | 2017          | —         | —         | —         | —             | —             | —             | —       | —       | —       | 0     | 0     | 0      | 0.00            |
| Adulta · Chile | 2018          | 1         | 0         | 0         | —             | —             | —             | —       | —       | —       | 1     | 0     | 0      | 0.00            |
| Adulta · Chile | Total         | 32        | 7         | 5         | 40            | 7             | 7             | 2       | 0       | 0       | 74    | 14    | 12     | 0.19            |
| Total carrera | Total carrera | 36        | 9         | 7         | 52            | 12            | 8             | 6       | 1       | 2       | 94    | 22    | 17     | 0.23            |
| (1) Incluye los partidos del Sudamericano Sub-17 (2003); Sudamericano Sub-20 (2005); Clasificatorias Sudamericanas / Copa América (2005-16). |               |           |           |           |               |               |               |         |         |         |       |       |        |                 |

### Resumen estadístico
| Competición           | Partidos | Goles | Promedio | Asistencias | Promedio | Goles y asistencias | Promedio |
| --------------------- | -------- | ----- | -------- | ----------- | -------- | ------------------- | -------- |
| Primera división      | 451      | 81    | 0.18     | 70          | 0.16     | 151                 | 0.33     |
| Copas nacionales      | 50       | 5     | 0.1      | 9           | 0.18     | 14                  | 0.28     |
| Copas internacionales | 86       | 16    | 0.19     | 17          | 0.2      | 33                  | 0.38     |
| Selección absoluta    | 74       | 14    | 0.19     | 12          | 0.16     | 26                  | 0.35     |
| Selección sub-20      | 17       | 8     | 0.47     | 5           | 0.29     | 13                  | 0.76     |
| Selección sub-17      | 3        | 0     | 0.00     | 0           | 0.00     | 0                   | 0.00     |
| Total                 | 681      | 124   | 0.18     | 113         | 0.17     | 237                 | 0.35     |

## Palmarés

### Campeonatos nacionales
| Título              | Equipo    | País     | Año    |
| ------------------- | --------- | -------- | ------ |
| Primera División    | Colo-Colo | Chile    | 2006-A |
| Primera División    | Colo-Colo | Chile    | 2006-C |
| Supercopa de Italia | Milan     | Italia   | 2016   |
| Copa México         | Necaxa    | México   | 2018   |
| Supercopa de México | Necaxa    | México   | 2018   |
| Primera A           | Junior    | Colombia | 2019-A |
| Copa Chile          | Colo-Colo | Chile    | 2019   |

### Campeonatos internacionales
| Título       | Equipo             | Sede  | Año  |
| ------------ | ------------------ | ----- | ---- |
| Copa América | Selección de Chile | Chile | 2015 |

### Distinciones individuales
| Distinción                                                                                            | Año  |
| --- | ---- |
| Futbolista del año en Sudamérica (62 votos)                                                           | 2006 |
| Parte del Equipo Ideal de América                                                                     | 2006 |
| Mejor Deportista del Fútbol Profesional (Círculo de Periodistas Deportivos de Chile)                  | 2006 |
| Mejor Deportista de Chile                                                                             | 2006 |
| Medalla Bicentenario                                                                                  | 2010 |
| Elegido como el mejor jugador de noviembre de la ACF Fiorentina según encuesta realizada en sitio web | 2014 |
| Elegido como el mejor jugador de diciembre de la ACF Fiorentina según encuesta realizada en sitio web | 2014 |
| Mejor mediocampista en la Historia de Colo-Colo según votación popular                                | 2015 |
| Elegido como el mejor jugador de la jornada 29, el 18 de marzo en AC Milan                            | 2017 |
| Elegido como el mejor jugador de la jornada 37, el 21 de mayo en AC Milan                             | 2017 |
| Premio leyenda en la Gala Crack Easy                                                                  | 2023 |

### Marcas y logros
Único jugador chileno en ser elegido Futbolista del año en Sudamérica jugando por un club chileno, en este caso por Colo-Colo.
Convirtió 41 goles en el año 2006, de los cuales 29 fueron en la liga chilena (14 en el Apertura y 15 en el Clausura), otros 12 en competiciones internacionales (1 en el repechaje para la Copa Libertadores de América, 9 en la Copa Sudamericana y 2 en amistosos con la selección chilena), también en el año 2006 dio 13 asistencias de gol.
 Lo que sorprendió en el año 2006 de Matías Fernández es que siendo mediocampista, específicamente volante y solo teniendo 20 años, anotara en 2006 la cifra de 41 goles y además diera 13 asistencias de gol, algo inesperado para la mayoría y especialmente en Chile en donde si un futbolista anota 30 goles o más en un año ya es algo raro y este joven de 20 años y además volante no anotó 30 sino que 41 y además 13 asistencias de gol y a eso sumarle que era un excelente lanzador de tiros libres y penales, que era muy habilidoso y rápido y llegó a una final de una competición internacional en este caso la copa sudamericana con Colo-Colo que para mal de la institución no lograron ganar. Es por esto que fue nombrado en 2006 el futbolista del año en Sudamérica.

## Goles de tiro libre
|     | Fecha      | Estadio                                   | Rival                | Resultado | Gol | Competición                         | Ronda                           |
| --- | ---------- | ----------------------------------------- | -------------------- | --------- | --- | ----------------------------------- | ------------------------------- |
| 1.  | 05/02/2005 | Estadio Centenario, Armenia               | Uruguay (U20)        | 2:2       | 2:1 | Sudamericano Sub-20 - Colombia 2005 | Fase Final - Fecha 5            |
| 2.  | 25/02/2006 | Estadio Santa Laura, Santiago             | Palestino            | 4:1       | 1:0 | Torneo Apertura, 2006               | Fecha 5                         |
| 3.  | 09/04/2006 | Estadio Nacional Julio Martinez, Santiago | Universidad de Chile | 3:1       | 1:0 | Torneo Apertura, 2006               | Fecha 9                         |
| 4.  | 28/06/2006 | Estadio Nacional Julio Martinez, Santiago | Universidad de Chile | 2:1       | 2:1 | Torneo Apertura, 2006               | Final (Ida)                     |
| 5.  | 31/08/2006 | Estadio Monumental, Santiago              | Huachipato           | 1:2       | 1:0 | Copa Sudamericana, 2006             | Primera Fase (Vuelta)           |
| 6.  | 04/10/2006 | Estadio Alejandro Morera Soto, Alajuela   | Alajualense          | 4:0       | 1:0 | Copa Sudamericana, 2006             | Octavos de final (Ida)          |
| 7.  | 08/10/2006 | Estadio Sausalito, Viña del Mar           | Perú                 | 3:2       | 1:1 | Amistoso internacional              | Amistoso                        |
| 8.  | 08/10/2006 | Estadio Sausalito, Viña del Mar           | Perú                 | 3:2       | 2:1 | Amistoso internacional              | Amistoso                        |
| 9.  | 11/11/2006 | Estadio Monumental, Santiago              | Audax Italiano       | 2:3       | 2:3 | Torneo Clausura, 2006               | Fecha 17                        |
| 10. | 21/11/2006 | Estadio Nemesio Díez, Toluca              | Toluca               | 2:0       | 2:0 | Copa Sudamericana, 2006             | Semifinal (Vuelta)              |
| 11. | 06/12/2006 | Estadio Regional Chinquihue, Puerto Montt | Puerto Montt         | 4:1       | 1:0 | Torneo Clausura, 2006               | Cuartos de final (Vuelta)       |
| 12. | 09/12/2006 | Estadio Monumental, Santiago              | Cobreloa             | 3:0       | 1:0 | Torneo Clausura, 2006               | Semifinal (Ida)                 |
| 13. | 20/12/2006 | Estadio Monumental, Santiago              | Audax Italiano       | 3:0       | 1:0 | Torneo Clausura, 2006               | Final (Ida)                     |
| 14. | 26/03/2011 | Estadio Dr. Magalhaes Pessoa, Leiria      | Portugal             | 1:1       | 1:1 | Amistoso internacional              | Amistoso                        |
| 15. | 29/03/2011 | Kyosera Stadium, La Haya                  | Colombia             | 2:0       | 1:0 | Amistoso internacional              | Amistoso                        |
| 16. | 23/02/2012 | Estadio José Alvalade, Lisboa             | Legia de Varsovia    | 1:0       | 1:0 | Europa League, 2011/12              | Diesiseisavos de final (vuelta) |
| 17. | 15/03/2012 | Etihad Stadium, Mánchester                | Manchester City      | 2:3       | 1:0 | Europa League, 2011/12              | Octavos de final (Vuelta)       |
| 18. | 01/04/2012 | Estadio M. Grande, Marinha Grande         | Uniao Leiria         | 1:0       | 1:0 | Liga Portuguesa, 2011/12            | Fecha 25                        |
| 19. | 24/02/2014 | Estadio Ennio Tardini, Parma              | Parma Football Club  | 2:2       | 2:2 | Serie A, 2013/14                    | Fecha 25                        |
| 20. | 30/11/2014 | Estadio Sant'Elia, Cagliari               | Cagliari             | 4:0       | 1:0 | Serie A, 2014/15                    | Fecha 13                        |
| 21. | 05/10/2017 | Southwest University Park, Texas          | Juárez FC            | 2:0       | 2:0 | Amistoso                            | Amistoso                        |
| 22. | 28/01/2018 | Estadio León, León, Guanajuato            | Club León            | 4:0       | 1:0 | Liga MX, 2018                       | Fecha 4                         |
| 23. | 15/03/2018 | Estadio Olímpico Universitario, México DF | Pumas U.N.A.M        | 2:1       | 1:1 | Copa MX, 2018                       | Cuartos de final                |
| 24. | 29/07/2018 | Estadio Olímpico Universitario, México DF | Pumas U.N.A.M        | 3:5       | 2:1 | Apertura MX, 2018                   | Fecha 2                         |
| 25. | 15/09/2018 | Estadio Victoria, Aguascalientes          | Cruz Azul            | 2:0       | 1:0 | Apertura MX, 2018                   | Fecha 9                         |